# Déroulement du mouvement des Gilets jaunes
Pour un article plus général, voir Mouvement des Gilets jaunes.
Les informations de sections entières de cet article sont étayées par des sources de presse événementielles, mais aucune source de synthèse de qualité garantissant que le WP:1er PF soit respecté, à savoir qu'une synthèse pertinente et proportionnée ait été effectuée, alors qu'actuellement, il s'agit d'une compilation inédite d'articles de presse, avec un fort risque de cherry picking. Cette page en l'état actuel comporte un travail inédit (avril 2020).

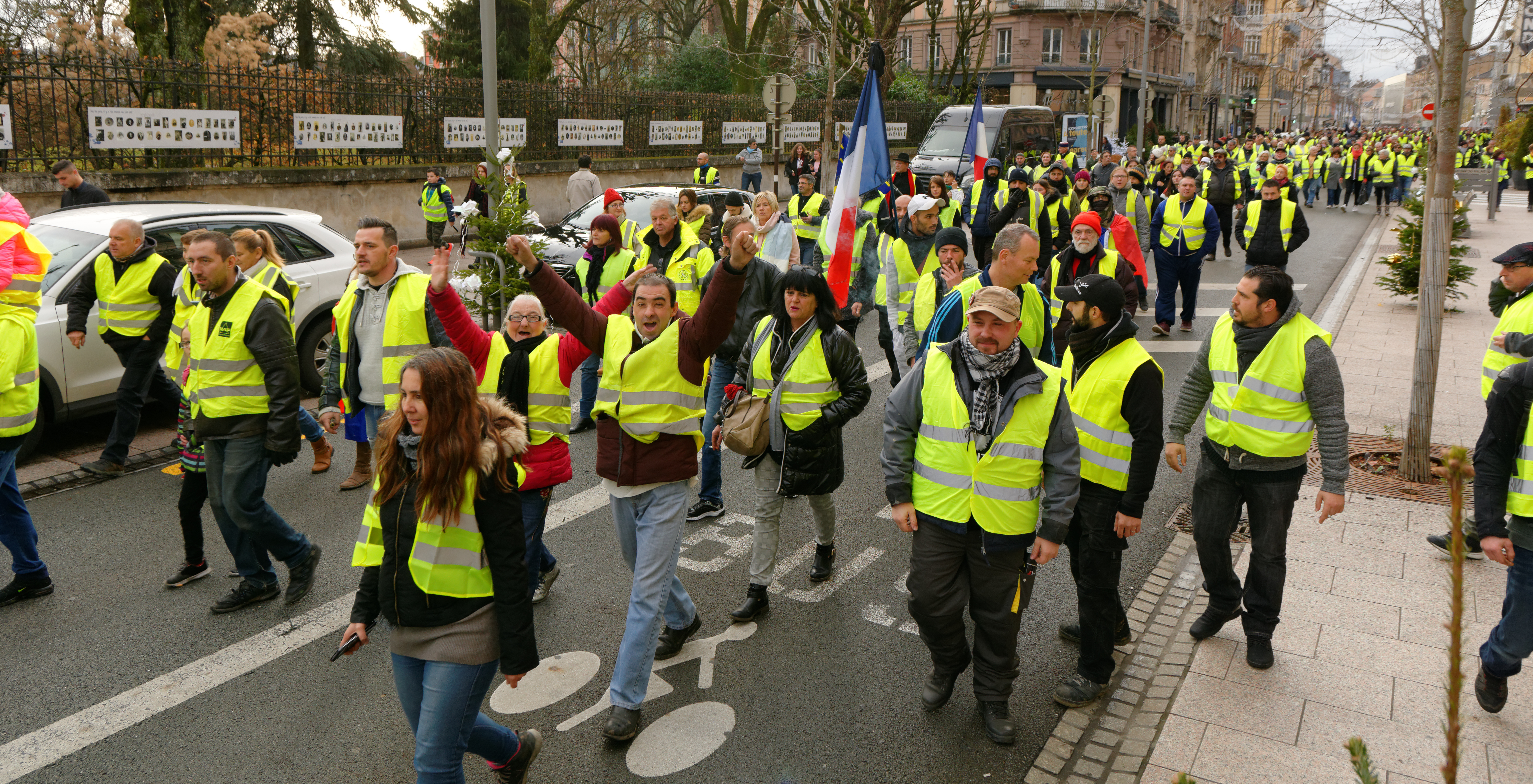
Des Gilets Jaunes à Belfort le 1 décembre 2018.

Le mouvement des Gilets jaunes apparaît en octobre 2018 et donne lieu à de nombreuses actions à partir du 17 novembre 2018 : des blocages d’axes routiers et de carrefours giratoires sont organisés, notamment en province, et des manifestations nationales se tiennent chaque samedi, ces dernières étant plus médiatisées.

## Origines
Au début de l’année 2018, des mouvements protestataires spontanés en France s'opposent à la réduction à 80 km/h de la vitesse sur une grande partie du réseau routier et s'opposent au coût de la vie. Certains manifestants portent des gilets de haute visibilité de couleur jaune, sans que cet accessoire ne soit encore un signe de ralliement. La plupart des membres de ce mouvement, baptisé « Colère », se retrouvent ensuite au sein des Gilets jaunes.
Le 29 mars 2018, France 2 fait état d'un mouvement de protestation contre la ligne à grande vitesse (LGV) Paris-Rennes qui se fait appeler « les Gilets jaunes ».
Le 29 mai 2018, une automobiliste de Seine-et-Marne, Priscillia Ludosky, lance une pétition en ligne pour réclamer une baisse des prix du carburant à la pompe,,. La pétition connaît rapidement un succès relatif, atteignant 226 000 signatures le 25 octobre 2018 puis dépassant le million à la fin du mois de novembre suivant,,. Le 10 octobre 2018, deux chauffeurs routiers de Seine-et-Marne, Éric Drouet et Bruno Lefevre, lancent sur Facebook un appel au « blocage national contre la hausse du carburant » (sic)  le 17 novembre 2018,,. Cette idée est reprise par d'autres protagonistes, qui prônent des blocages de routes et carrefours giratoires dans divers départements français. À partir de la fin octobre, plusieurs vidéos deviennent virales sur les médias sociaux, dont celle d’une Bretonne, Jacline Mouraud, qui comptabilise plus de six millions de vues en novembre. Dans un sondage réalisé le 7 novembre par BVA, 42 % des sondés déclarent avoir l'intention de participer aux blocages ; 23 % d'entre eux en sont certains.
À la différence des manifestations traditionnelles, coordonnées par des organisations syndicales, le mouvement des Gilets jaunes se lance et se développe initialement uniquement via le web, au travers de médias sociaux — Facebook, Twitter, YouTube — ou de plateformes dédiées. Les médias sociaux jouent ainsi un rôle majeur de catalyseur dans la mobilisation des Gilets jaunes à travers la France. Le quotidien Sud Ouest indique : « C’est la première fois qu’un mouvement né sur la toile a un tel impact politique ».
Les syndicats se disent sensibles au mouvement, mais n'y participent pas. Ils considèrent légitimes les revendications supposées des Gilets jaunes au sujet du pouvoir d'achat, du prix de l'essence ou de la justice sociale. S'ils disent que la protestation porte de nouveaux modes de mobilisation, ils s'inquiètent du soutien apporté au mouvement par des chefs d'entreprise, des risques de récupération par l'extrême droite et du manque d'identification des ressorts du mouvement.

## Premières actions
- de 1,8 % à 6,8 %
- de 1 % à 1,8 %
- de 0,3 % à 1 %
- de 0,04 % à 0,3 %

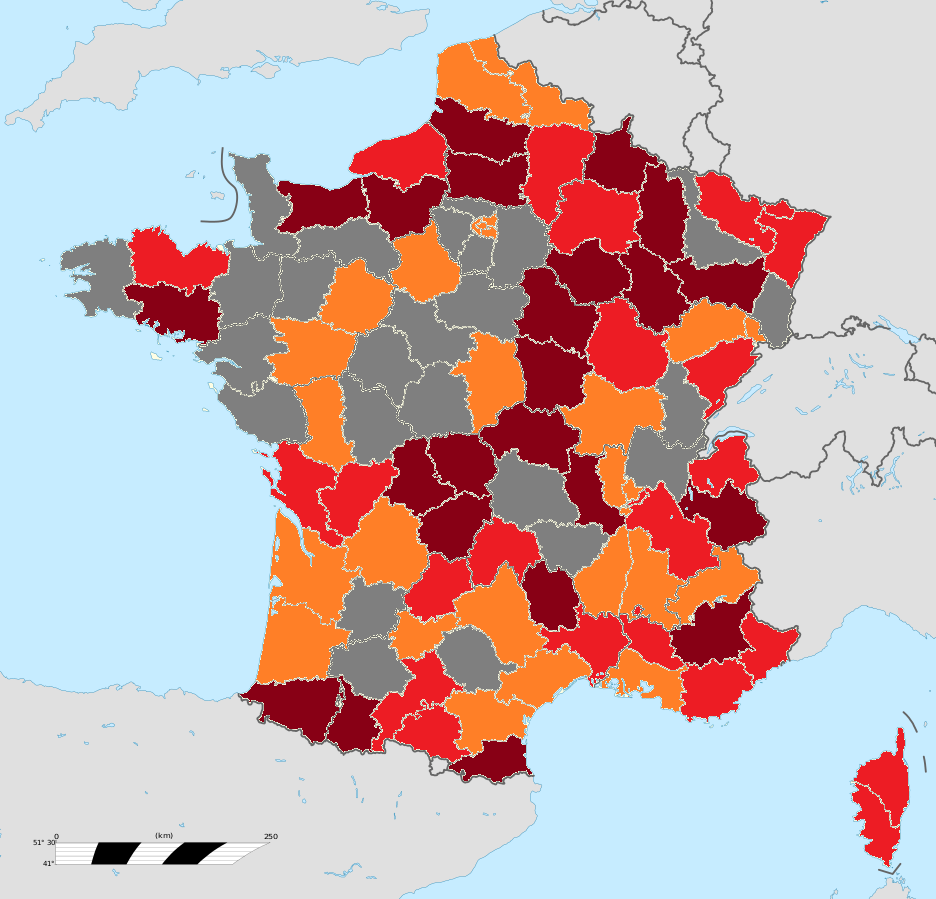
Pourcentage de Gilets jaunes rapporté à la population le 24 novembre 2018 (selon une carte réalisée par le démographe Hervé Le Bras à partir des chiffres fournis par le ministère de l'Intérieur)
de 1,8 % à 6,8 %
de 1 % à 1,8 %
de 0,3 % à 1 %
de 0,04 % à 0,3 %.

Le 9 novembre 2018, lors d'un déplacement du président de la République dans la ville d'Albert, dans la Somme, à l'occasion des cérémonies de commémoration de l'armistice de 1918, quelques manifestants liés au mouvement des Gilets jaunes tentent de rencontrer Emmanuel Macron, mais ils sont refoulés par la police assurant la sécurité du chef de l'État. Les 10 et 15 novembre 2018, des militants rattachés au mouvement décident de bloquer symboliquement un rond-point au Neubourg, dans le département de l'Eure.
Le 14 novembre 2018, le maire de Morbecque, dans le département du Nord, fait apposer une immense affiche représentant un gilet jaune sur la façade de l'hôtel de ville, en signe de soutien au mouvement. Le 15 novembre, une « opération péage gratuit » est organisée dans la région de Pau, en plus d'une opération escargot sur la rocade. Plusieurs syndicats de police minoritaires (UPNI, MPC, France-Police) appellent à des actions en soutien aux blocages annoncés du 17 novembre.
Emmanuel Macron déclare le 14 novembre : « Ils ont le droit de manifester. Je veux comprendre. Je dis méfiance, il y a beaucoup de gens qui veulent récupérer ce mouvement. » Mais le président ne revient pas sur les décisions gouvernementales concernant l'augmentation de la TICPE. De son côté, le Premier ministre, Édouard Philippe, répond aux menaces de blocage : « Si quelqu'un dit « je vais bloquer », il sait que, ce faisant, il prend un risque ».

## Déroulement

### Novembre 2018
Le samedi 17 novembre 2018, le mouvement commence tôt à Paris, notamment avec le blocage du périphérique, après un rassemblement organisé à la Porte Maillot. L'après-midi, plusieurs dizaines de manifestants défilent sur l'avenue des Champs-Élysées, au niveau de la place Charles-de-Gaulle, puis se dirigent vers le palais de l'Élysée, avant de se retrouver bloqués sur la place de la Concorde,. Le lendemain, le ministère de l'Intérieur communique ses chiffres pour la journée du 17 : un pic de 287 710 manifestants à 17 h dans toute la France, 3 000 manifestations (sites occupés), un mort, 409 personnes blessées, 117 interpellations ayant donné lieu à 73 gardes à vue,. Des élus de droite comme de gauche dénoncent la sous évaluation volontaire des chiffres par le ministère de l'Intérieur.

Photos de manifestations en France le 17 novembre 2018.
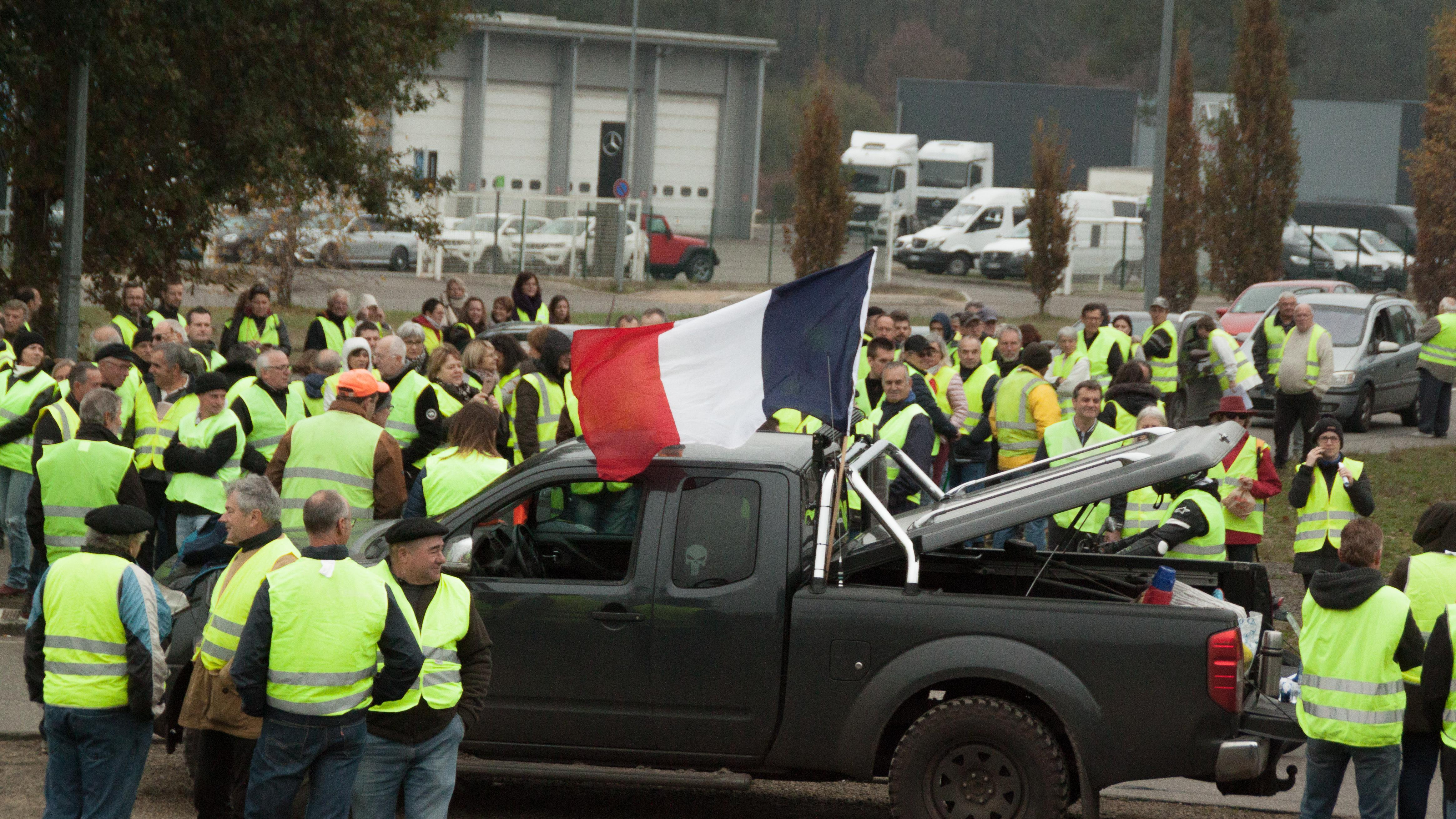
Manifestants rassemblés à Mont-de-Marsan.
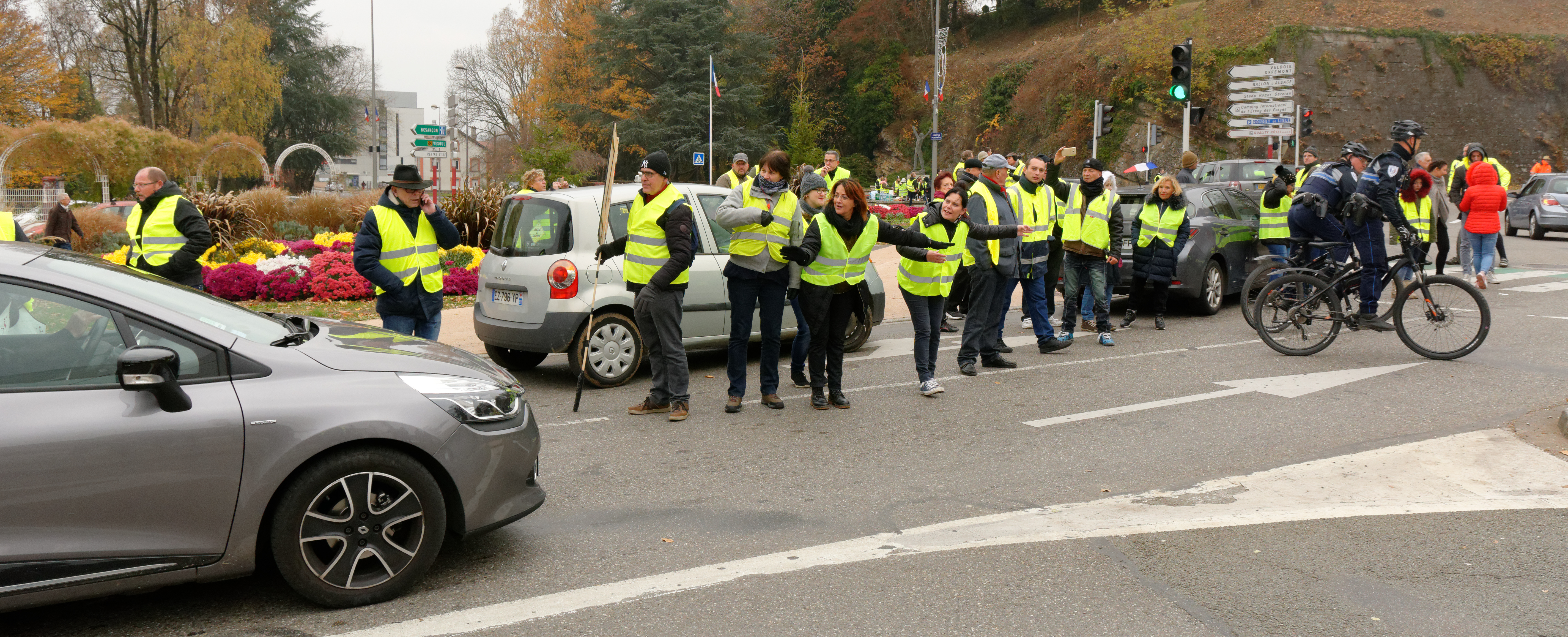
Gilets jaunes ralentissant la circulation à Belfort.
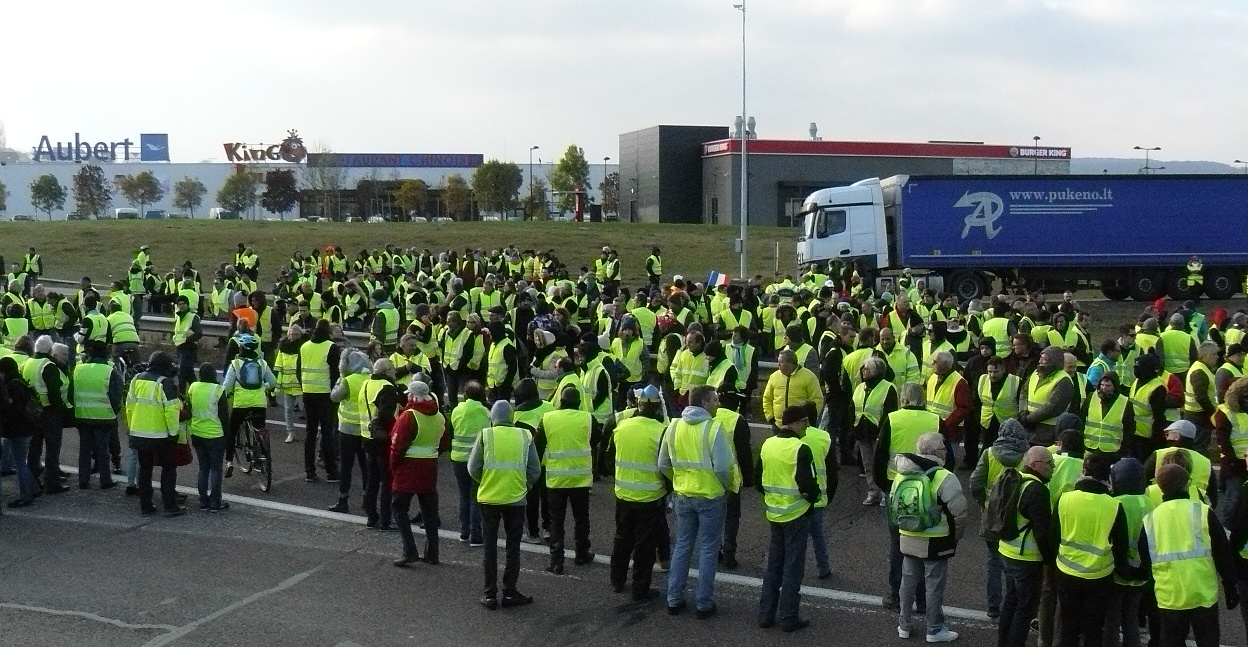
Manifestants autour d'un rond-point à Vesoul.
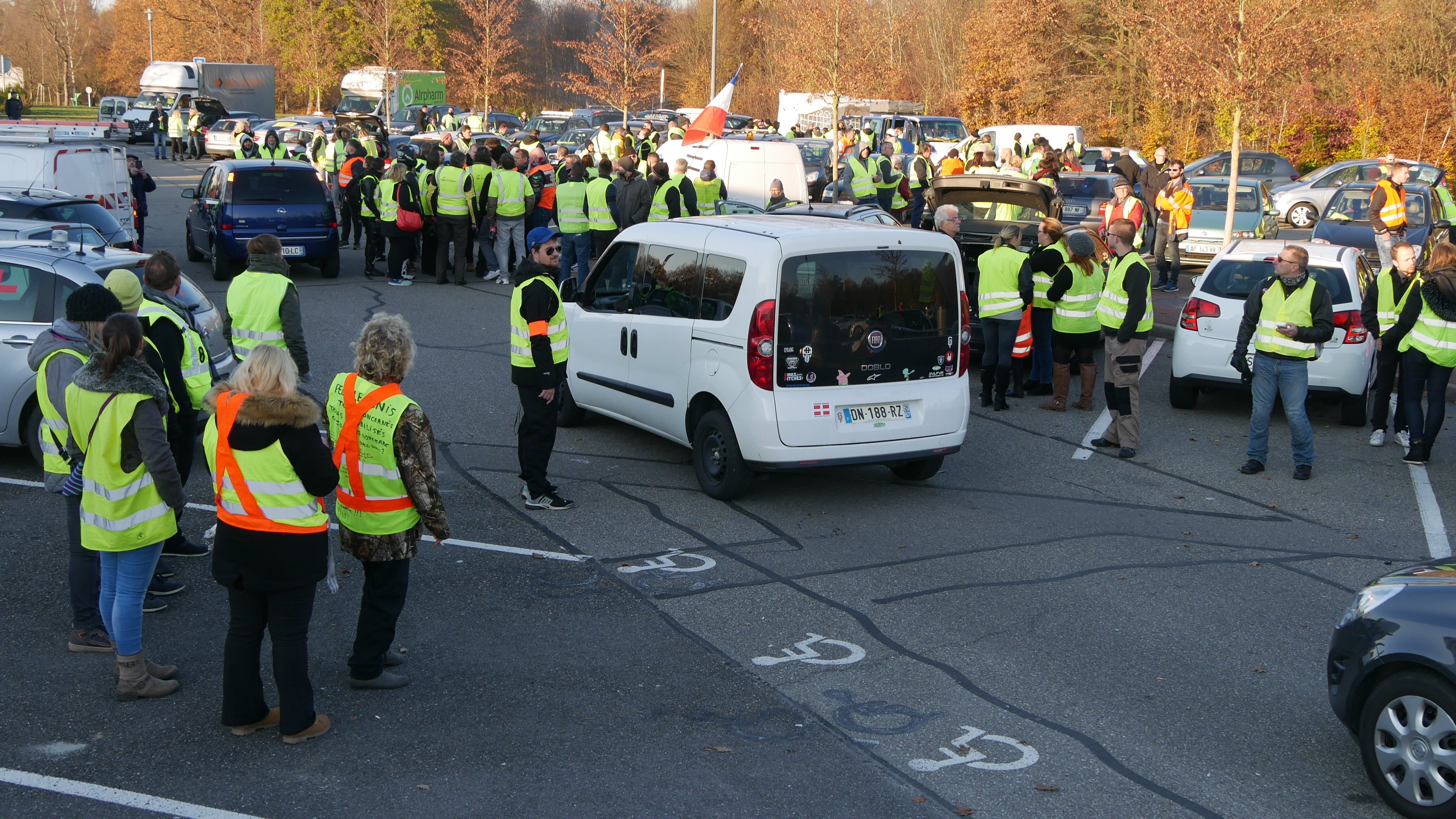
Gilets jaunes en Alsace.

Dans les jours qui suivent, des dizaines de milliers de manifestants restent mobilisés. Le 23 novembre, sur le parking d'un centre commercial à Angers, un Gilet jaune portant une charge explosive autour du cou se rend à la suite de six heures de négociations avec les forces de l'ordre, après avoir menacé de se faire exploser si Emmanuel Macron ne reçoit pas le mouvement à l’Élysée,. Dans quatorze villes de l'île de La Réunion, où la situation est tendue, un couvre-feu est instauré du 20 au 24 novembre, de 21 h à 6 h. Emmanuel Macron mobilise l'armée à la suite de débordements survenus dans la région.

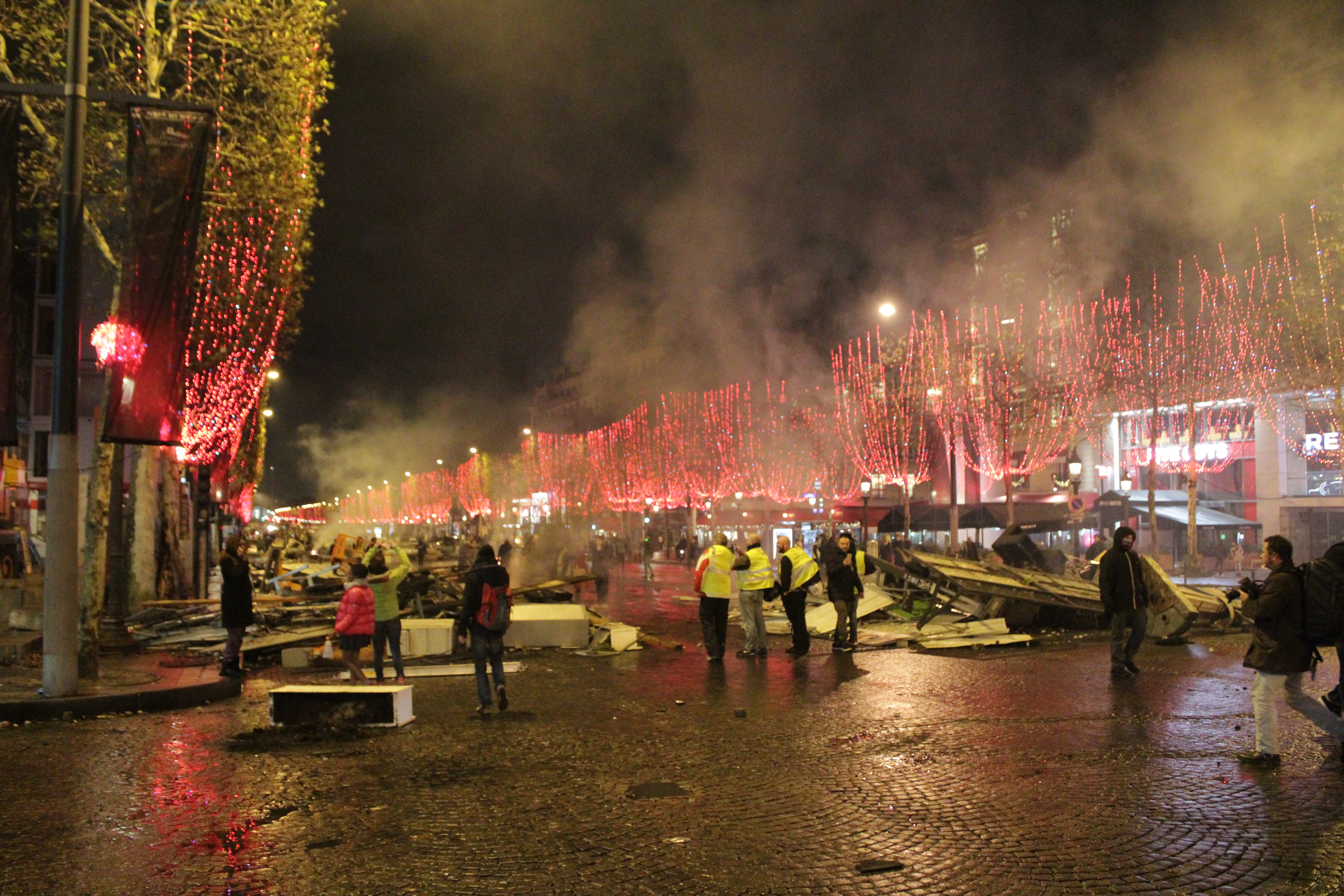
L'avenue des Champs-Élysées au soir du 24 novembre 2018.

Pour le samedi 24 novembre, un rassemblement sur l’avenue des Champs-Élysées ou à la place de la Concorde est envisagé, notamment par Marine Le Pen, mais le gouvernement s'y oppose et propose le Champ-de-Mars, ce qui suscite des critiques de figures des Gilets jaunes et de personnalités politiques,. Les Gilets jaunes apparaissent divisés sur la stratégie à adopter, certains souhaitant se rendre massivement à Paris tandis que d’autres veulent continuer à bloquer le reste du pays,, dans les zones périphériques, les ronds-points et les péages.
Le 24 novembre, de nombreux barrages policiers sont installés à Paris. Mais face à l’importance de la foule, les forces de l’ordre laissent les Gilets jaunes pénétrer sur l’avenue des Champs-Élysées. Des barricades sont incendiées, plusieurs abribus sont cassés et des vitrines de commerces brisées. Des incidents font 24 blessés, dont cinq issus des forces de l'ordre, et conduisent à 101 arrestations. À plusieurs endroits, les manifestants sont dispersés au moyen de gaz lacrymogènes et canons à eau,. Une polémique intervient concernant l'origine des violences : alors que le gouvernement accuse l'ultra-droite, des groupes d'extrême gauche sont mis en cause,. Après avoir annoncé 106 301 manifestants dans toute la France, le ministère de l'Intérieur revient sur son comptage huit jours plus tard en faisant état de 166 000 manifestants,,,. Le syndicat de police France Police - Policiers en colère en dénombre 750 000.
Ailleurs en France, la situation est plus calme. Certaines villes connaissent toutefois des heurts, à l'exemple de Calais, où quatre agents des forces de l'ordre sont blessés,.
Au mois de novembre, un sondage montre que le mouvement obtient l'assentiment de plus de 70 % de la population française,.

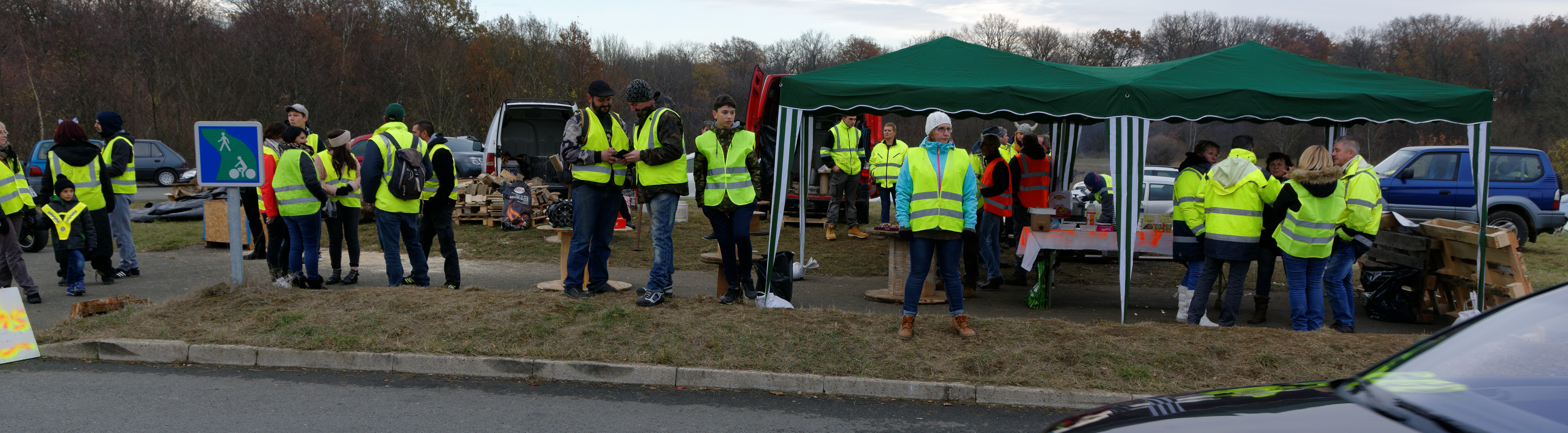
Gilets jaunes installés sur un carrefour, à Menoncourt, le 25 novembre 2018.

### Décembre 2018

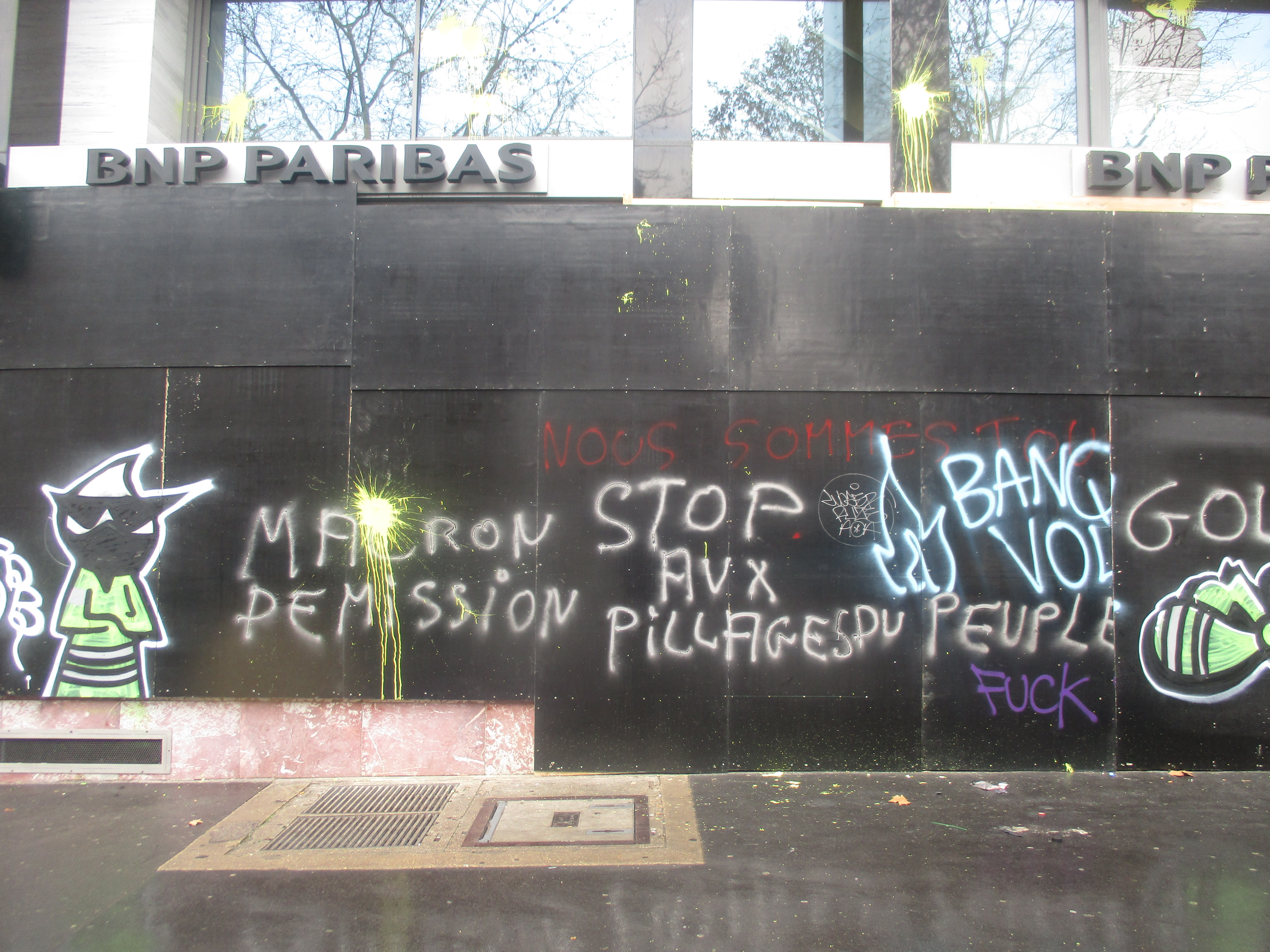
Façade d'une banque dans le de Paris, le 1 décembre 2018.

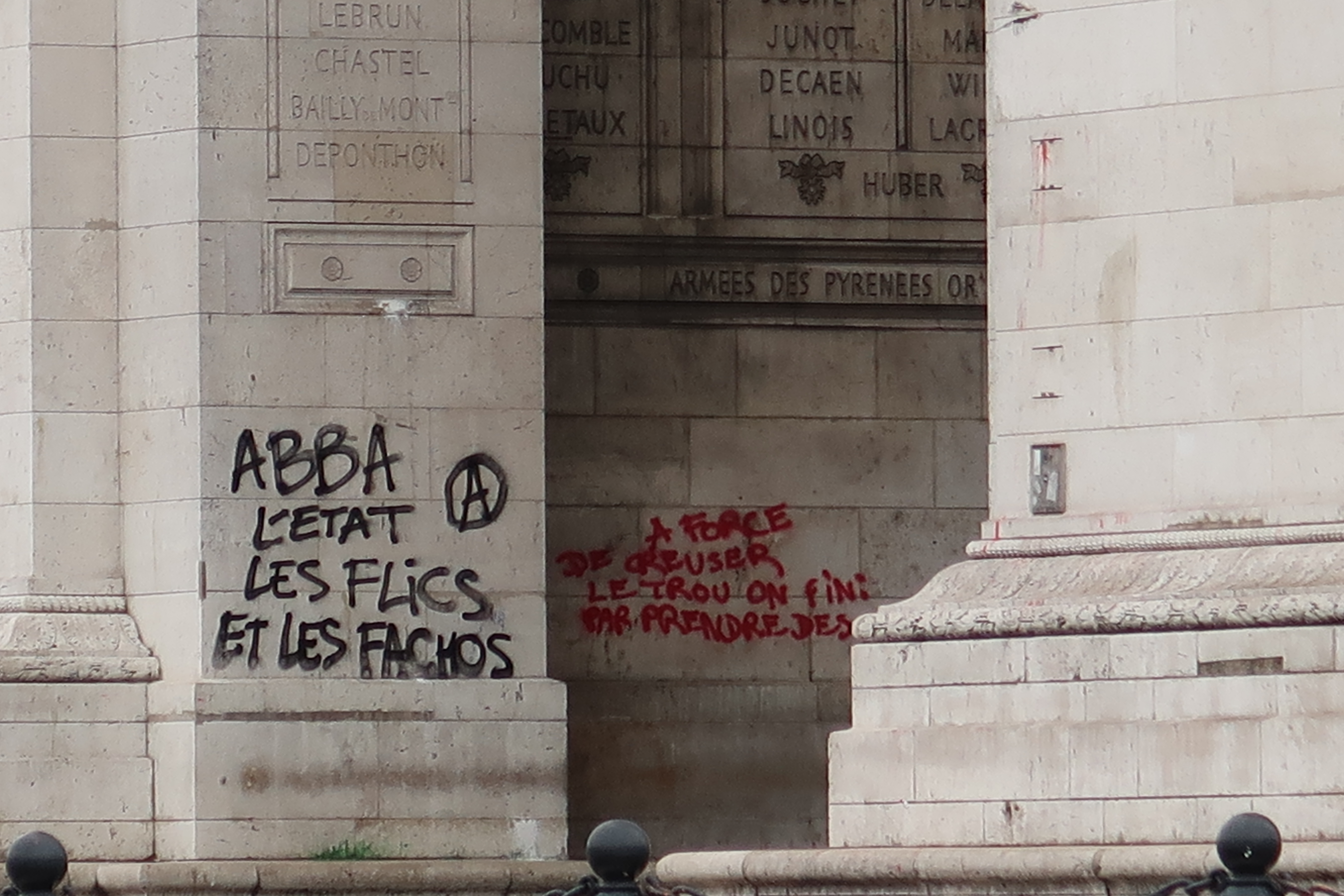
Tags anarchistes d'extrême gauche sur l'arc de triomphe au lendemain de la manifestation du 1 décembre 2018.

Le samedi 1er décembre, plusieurs barrages filtrants ou bloquants sont mis en place sur le territoire. Des opérations péage gratuit sont également menées. Devant la préfecture de Haute-Loire du Puy-en-Velay, des affrontements avec la police dégénèrent après que certains manifestants sont gazés avec des gaz lacrymogènes ; des cocktail Molotov lancés sur la préfecture provoquent un incendie dans le bâtiment, et le préfet accuse les manifestants d'avoir empêché les pompiers d'y accéder,. À Paris, des violences impliquent des casseurs : l'arc de triomphe de l'Étoile est vandalisé, des voitures sont incendiées et des boutiques pillées,,. Un total de 14 personnes sont mises en examen, dont trois sont mises en cause (deux lycéens et un militant néo-nazi) pour des dégradations sur l’arc de triomphe.
Le jour de la manifestation, des médias étrangers décrivent des scènes de chaos à Paris : le journal britannique The Sun évoque le début d'une révolution alors que le journal espagnol El País écrit que « Paris brûle »
Le 3 décembre 2018, le ministère de l’Éducation nationale annonce que plus d'une centaine de lycées en France sont bloqués, au moins partiellement,. Des lycéens, qui protestent contre les réformes du baccalauréat, du lycée et Parcoursup, manifestent avec les Gilets jaunes. Ces blocus prennent de l'ampleur et se médiatisent après la diffusion de certaines séquences entre des policiers et des étudiants ; plusieurs débordements et plus de 700 interpellations sont recensés dans tout le pays,. L'interpellation de 148 lycéens à Mantes-la-Jolie, agenouillés et menottés pendant plusieurs heures, suscite des indignations sur les réseaux sociaux et les critiques d’Amnesty International,,.
Des Gilets jaunes entament un blocage des dépôts de carburant dans le Nord-Ouest de la France, provoquant une pénurie de carburant au moins partielle dans 300 stations-services, dont 75 en pénurie locale au 3 décembre.

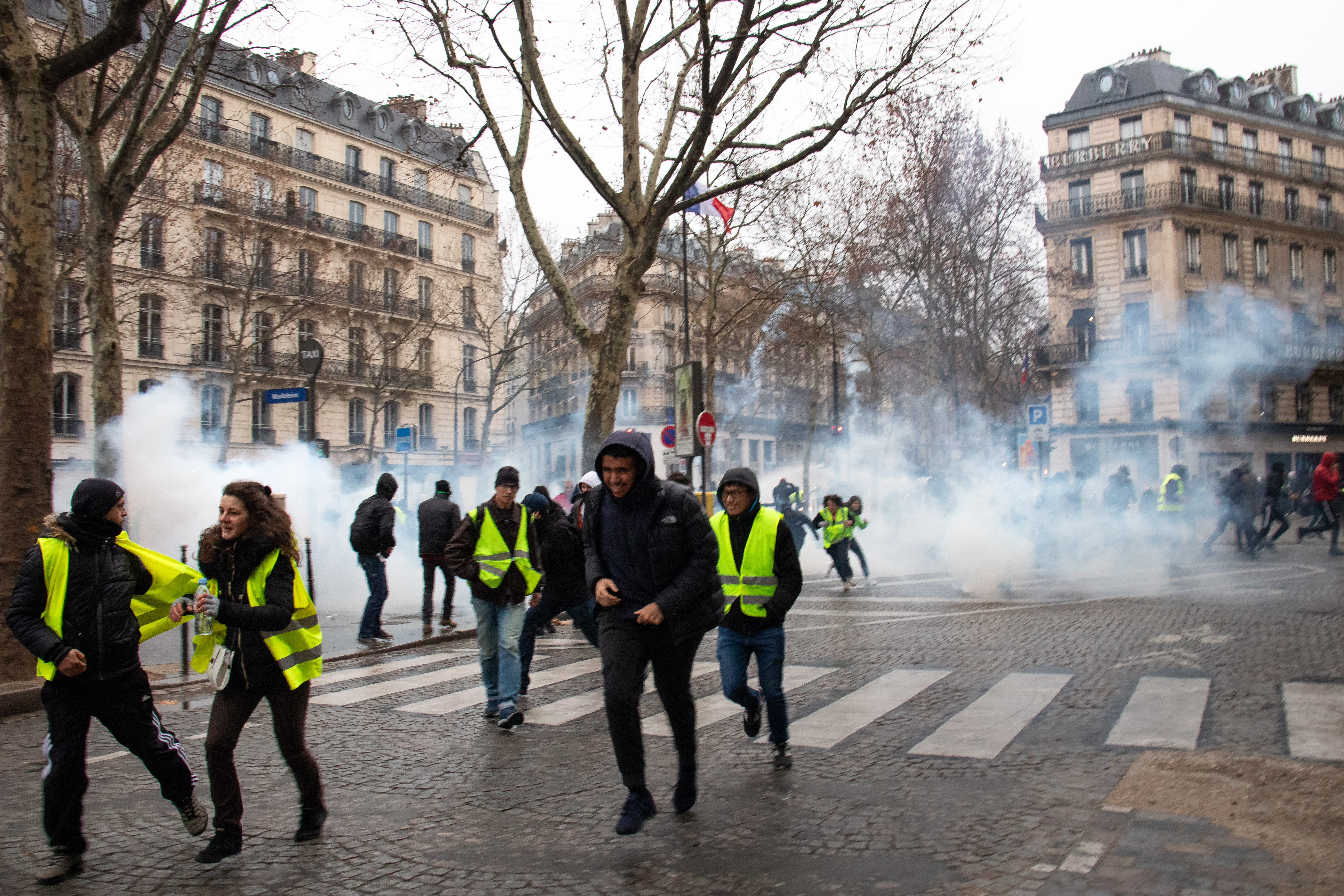
Tirs de gaz lacrymogènes par les forces de l'ordre (Paris, 8 décembre 2018).

Le samedi 8 décembre, les médias se font l’écho d'un climat plus calme que la semaine précédente, avec notamment des Gilets jaunes qui ont des altercations avec des casseurs, les interpellant et se tenant à l'écart,. Cependant, 264 personnes sont blessées, y compris grièvement (perte d'œils ou de mains), notamment en raison de l'utilisation de lanceurs de balle de défense (Flash-Ball) et de grenades de désencerclement par les forces de l'ordre,,,, ; selon Mediapart, il s’agit d’un changement de stratégie du ministre de l'Intérieur, qui aurait appelé les policiers à aller « au contact » des manifestants. C'est aussi le 8 décembre qu'on constate un nombre inédit d'interpellations : près de 2000 dans toute la France, dont 1082 à Paris. En fin de soirée, des affrontements entre manifestants, puis casseurs, et forces de l'ordre sont relevés à Bordeaux (32 blessés, dont six du côté des policiers). Face à l'intensité de la mobilisation, les autorités préfectorales font reporter six des dix rencontres de la 17e journée de Ligue 1.
Le 10 décembre 2018, le président Emmanuel Macron tient une allocution télévisée dans laquelle il annonce plusieurs mesures destinées à mettre fin au conflit. De nombreux manifestants ne se montrent pas convaincus et poursuivent leurs points de blocage dans les régions,.
Le 15 décembre, quelque 69 000 membres des forces de l’ordre sont déployés sur le territoire (soit un ratio de 1 membre des forces de l'ordre pour 1 manifestant), dont 8 000 à Paris, où 179 personnes sont interpellées et 144 placées en garde à vue. Les médias jugent la situation tendue à Bordeaux, Nantes et Toulouse.

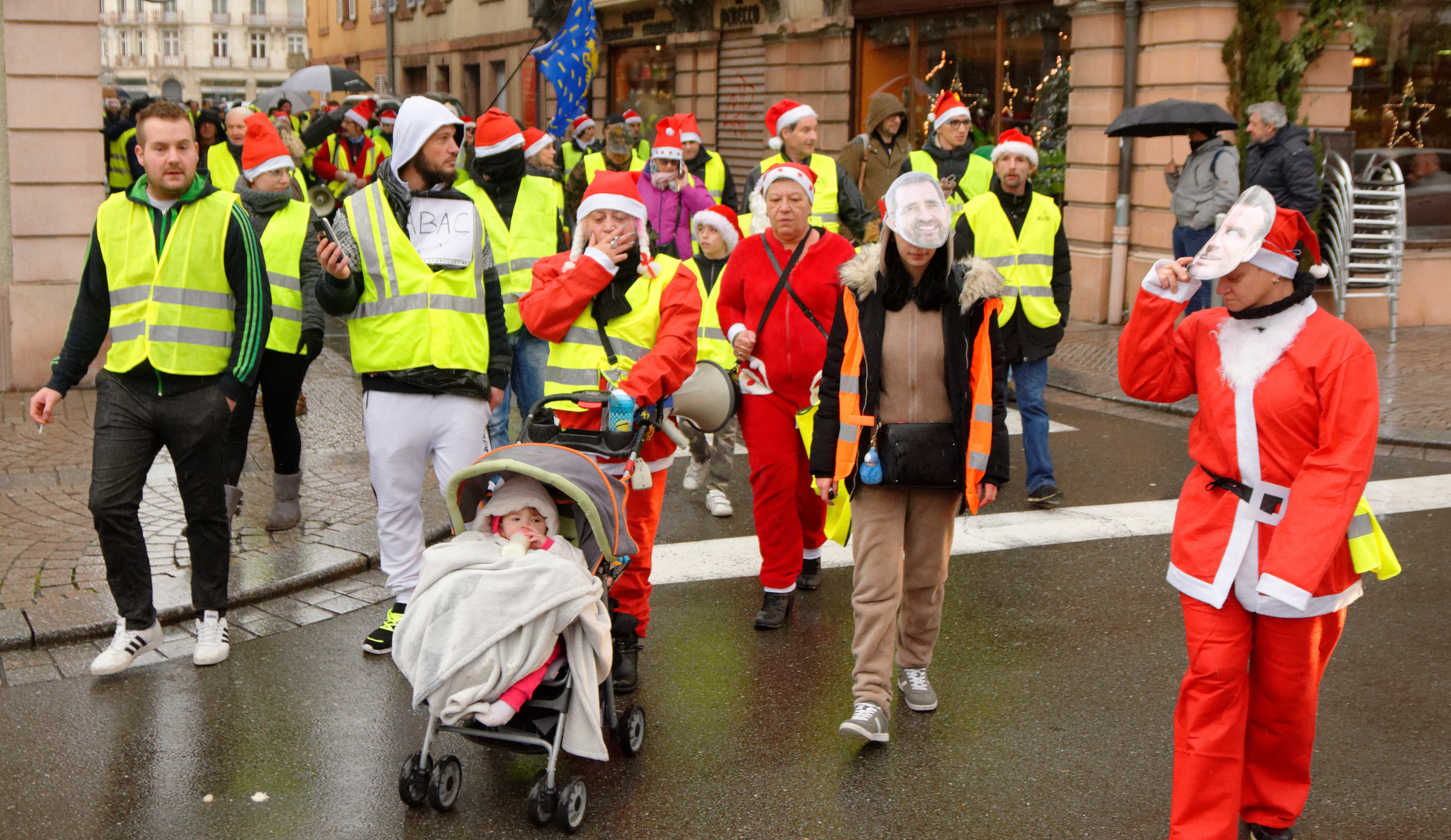
Manifestation du mouvement des Gilets jaunes à Belfort (Territoire de Belfort), le 22 décembre 2018.

Le samedi 22 décembre, en région parisienne, les Gilets jaunes omettent Versailles, un temps annoncé comme point de rassemblement, pour d’autres lieux de la capitale, dont les Champs-Élysées et Montmartre,. Devant le Sacré-Cœur, un groupe entonne le « chant de la quenelle », hymne de l'humoriste antisémite Dieudonné,,. Des opérations de ralentissement de la circulation ont également lieu aux frontières avec l’Allemagne, la Belgique, l’Espagne, l’Italie et la Suisse,,. Sur l’ensemble du territoire, 220 personnes sont interpellées, dont 142 à Paris (où 19 sont placées en garde à vue, dont Éric Drouet).
Dans un contexte de fêtes de Noël, la mobilisation se poursuit en régions,, mais avec un nombre de participants moindre. Dans la capitale, Éric Drouet appelle à un rassemblement devant les locaux de BFM TV, à proximité desquels ont lieu des échauffourées, tout comme devant le siège de France Télévisions. Des manifestants reprochent à des journalistes ce qui leur apparaît comme un manque criant d'objectivité. Des Gilets jaunes organisent leur réveillon de la Saint-Sylvestre sur leurs lieux de mobilisation,.

### Janvier 2019

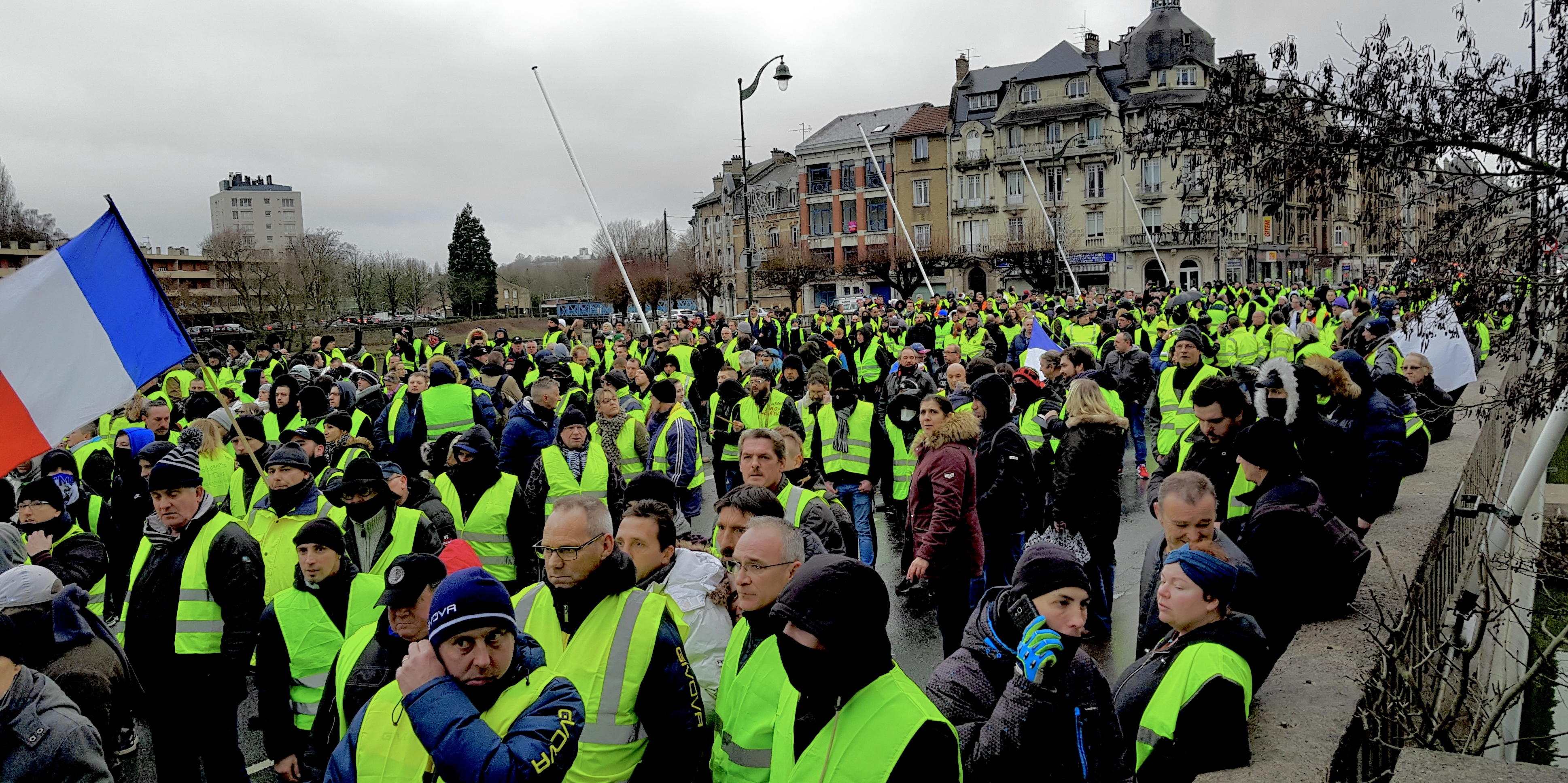
Gilets jaunes rassemblés à Charleville-Mézières (Ardennes) le 5 janvier 2019.

Le 2 janvier 2019, Éric Drouet est interpellé — pour la troisième fois depuis le début du mouvement — rue Royale, à Paris, lors d'un « hommage aux victimes et blessés depuis le début du mouvement », et placé en garde à vue pour « organisation d'une manifestation non déclarée »,,. Cette arrestation est dénoncée comme arbitraire par plusieurs responsable politiques, dont Marine Le Pen et Jean-Luc Mélenchon,. Inversement, le ministre de l’Économie, Bruno Le Maire, indique : « Quand quelqu’un organise une manifestation alors qu’elle n’est pas déclarée, c’est qu’il ne respecte pas l’État de droit ».

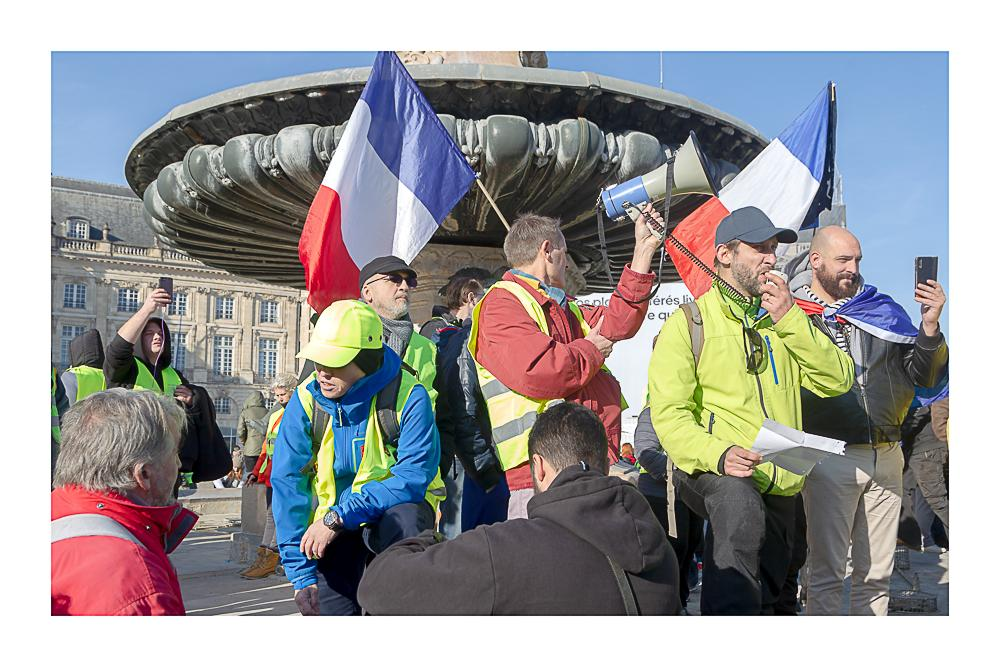
Gilets jaunes sur la place de la Bourse à Bordeaux le.

Le samedi 5 janvier, le ministère de l’Intérieur fait état d’un nombre de manifestants bien supérieur à celui de la semaine précédente, un regain qui constitue une première depuis le début du mouvement. Toujours d'après le ministère, 345 personnes sont interpellées. À Paris, plusieurs manifestations interviennent, dont deux déclarées, une première,. Après l’enfoncement de la porte par un engin de chantier, un groupe de manifestants pénètre dans la cour de l'hôtel de Rothelin-Charolais, une annexe du ministère de l'Économie et des Finances, ce qui conduit à l’évacuation du secrétaire d’État et porte-parole du gouvernement, Benjamin Griveaux,. La dernière intrusion en date dans un ministère remonte à 1999. Cette journée est aussi marquée par l'affrontement entre Christophe Dettinger et des gendarmes mobiles sur la passerelle Léopold-Sédar-Senghor, provoquant une large médiatisation de l'ancien boxeur et de nombreuses publications sur les réseaux sociaux de Gilets jaunes.
Le 6 janvier 2019, des centaines de femmes Gilets jaunes se rassemblent dans plusieurs villes de France.

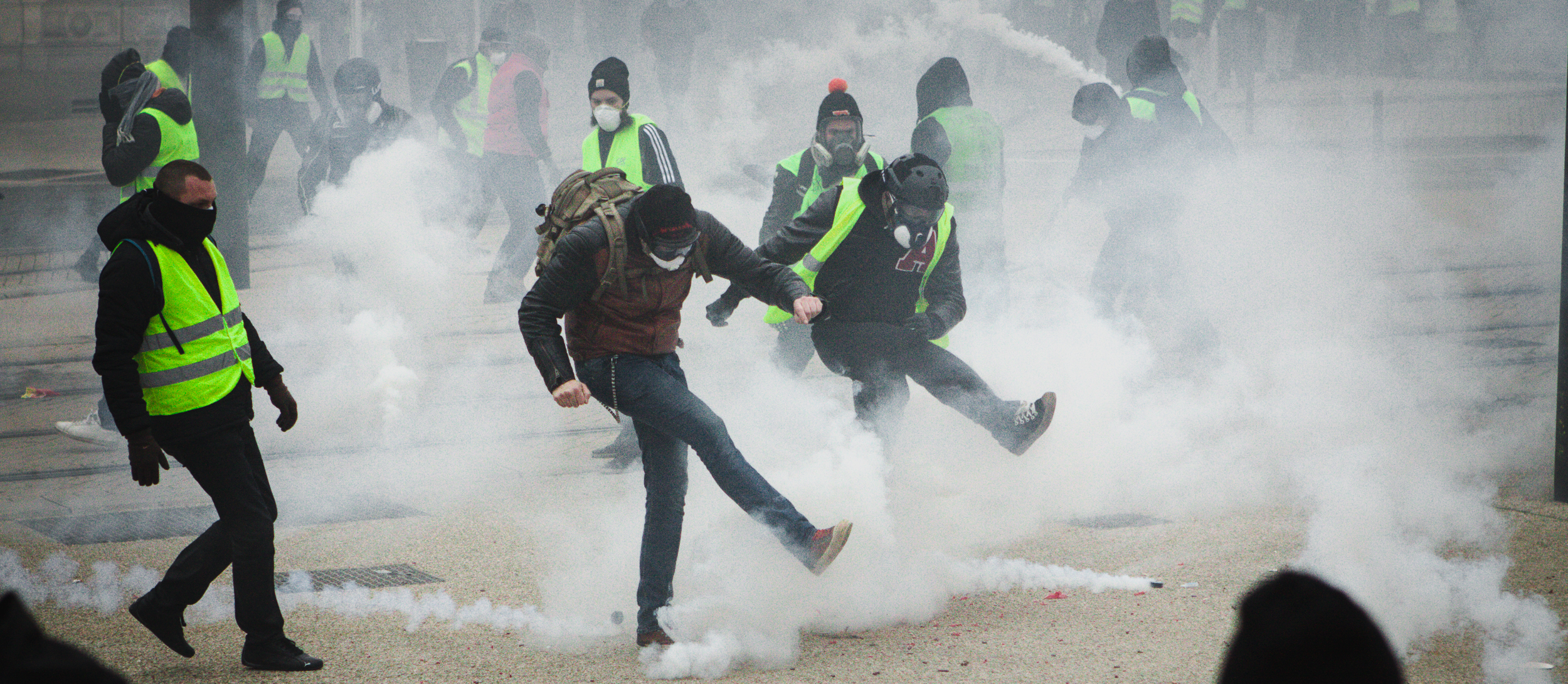
Manifestants repoussant des bonbonnes de gaz lacrymogène, le 12 janvier 2019 au Mans (Sarthe).

Le mouvement du samedi 12 janvier est d'une ampleur nettement supérieure au samedi précédent,. À Paris, alors que plus de 8 000 personnes manifestent selon le gouvernement, un service d'ordre est pour la première fois organisé par les Gilets jaunes en coordination avec la préfecture de police,. À Bourges, où des internautes appelaient à se rassembler en présentant la ville comme étant au centre de la France (par opposition à Paris), plus de 6 000 personnes manifestent selon la préfecture du Cher,. Le même nombre de manifestants se rassemblent à Bordeaux et Toulouse. Au total, la journée mobilise 80 000 agents des forces de l'ordre, et donne lieu à 244 interpellations et 201 gardes à vue. Elle voit le nombre de violences fortement reculer, avec néanmoins 24 blessés, dont deux en état d'urgence absolue,,.
Les manifestations du samedi 26 janvier 2019 connaissent à nouveau des actions violentes. Une des figures des Gilets jaunes, Jérôme Rodrigues, est gravement blessée à l'œil à la suite de l'intervention d'agents des forces de l'ordre, ce qui suscite une controverse sur l'usage des tirs de LBD de ces derniers,. Dans le même temps, le Conseil de l'Europe s'inquiète de la « répression » contre les Gilets jaunes et souligne les dangers que présenterait le projet de loi « anticasseurs » proposé par le Gouvernement en réponse aux incidents intervenus lors des manifestations. À l'occasion de cet « acte 11 », les Gilets jaunes présents à Paris prévoient de réoccuper la place de la République au cours d'une « Nuit jaune » sur le modèle de Nuit debout ; mais si des manifestants s'assemblent bien place de la République en fin de journée, le lieu est évacué par la police avec du gaz lacrymogène, des grenades de désencerclement et un canon à eau.

### Février 2019
La mobilisation du samedi 2 février est en baisse. À cette occasion, beaucoup de manifestants rendent hommage aux Gilets jaunes ayant été blessés lors des rassemblements[réf. souhaitée]. Louis Boyard, président du syndicat lycéen Union nationale lycéenne, est alors gravement blessé au pied par un tir de LBD. À Strasbourg, en marge du cortège des Gilets jaunes, des slogans antisémites sont lancés devant la synagogue de la Paix tandis que des pétards sont lancés contre sa porte.
Des Gilets jaunes et des syndicats (CGT, FSU et Solidaires) appellent à une grève générale à partir du 5 février, suivie le 5 février par environ 5 % des enseignants selon le gouvernement.
Selon la CGT, près de 300 000 personnes manifestent dans le pays le 5 février.

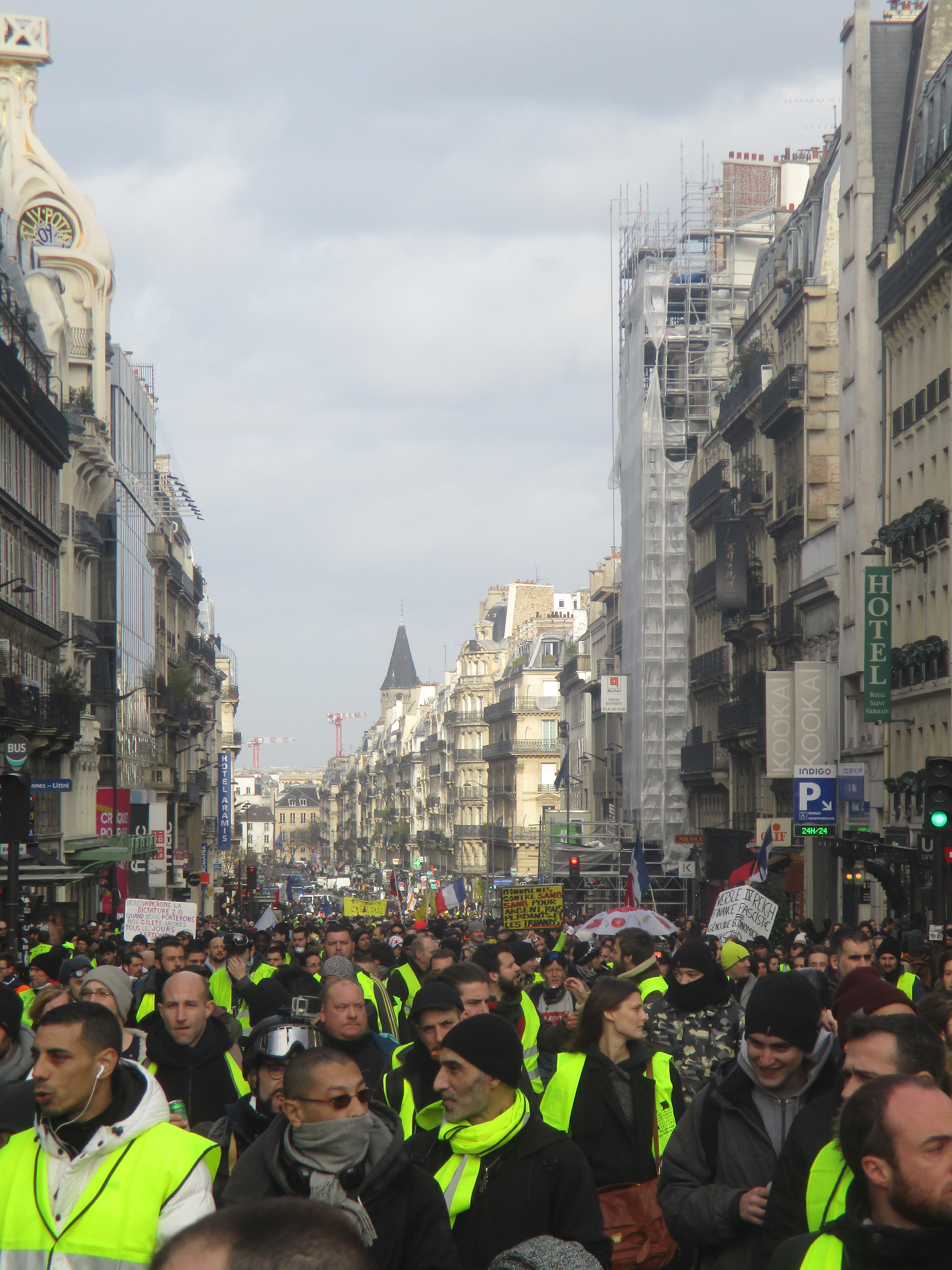
Rue de Rennes, Paris, 9 février 2019.

Interrogé sur les incidents intervenus à Paris le 9 février (incendie d'une voiture de la mission antiterroriste militaire Sentinelle, tentatives d'enfoncement des palissades qui protègent l'entrée de l'Assemblée nationale), le secrétaire d'État auprès du ministre de l'Intérieur Laurent Nuñez met en cause l'« ultra-gauche ». L’ONU et le Parlement européen évoquent un usage excessif de la force de la part des forces de l’ordre,.
Le 14 février, le Premier ministre apparaît dans un débat à la télévision, contre dix soutiens du mouvement, pour défendre l'action du gouvernement et annoncer des mesures face au mécontentement. Les sujets les plus abordés sont les inégalités entre les villes et les milieux ruraux (et par extension, les politiques du transport, la limitation à 80 km/h), le pouvoir d'achat (la désindexation des retraites, le phénomène de réduflation, les minima sociaux),. Édouard Philippe débat notamment face à Ingrid Levasseur, figure du mouvement. L’émission est suivie par plus de 850 000 téléspectateurs.
Lors de l'« acte 14 » du 16 février, une voiture de police est attaquée par des manifestants à Lyon. Le philosophe Alain Finkielkraut, qui avait pourtant affiché son soutien pour le mouvement, reçoit des injures antisémites lors de la manifestation à Paris ; alors qu'un individu proche de la mouvance islamiste est suspecté par les autorités, Alain Finkielkraut fait état d’« un mélange de gens des banlieues, de l'extrême gauche et peut-être aussi des soraliens », et non « des Gilets jaunes d'origine »,.
Le dimanche 17 février, une mobilisation est organisée pour fêter les trois mois du mouvement.
La mobilisation du samedi 23 février est en hausse. La grande majorité des manifestations se sont déroulées dans le calme.

### Mars 2019

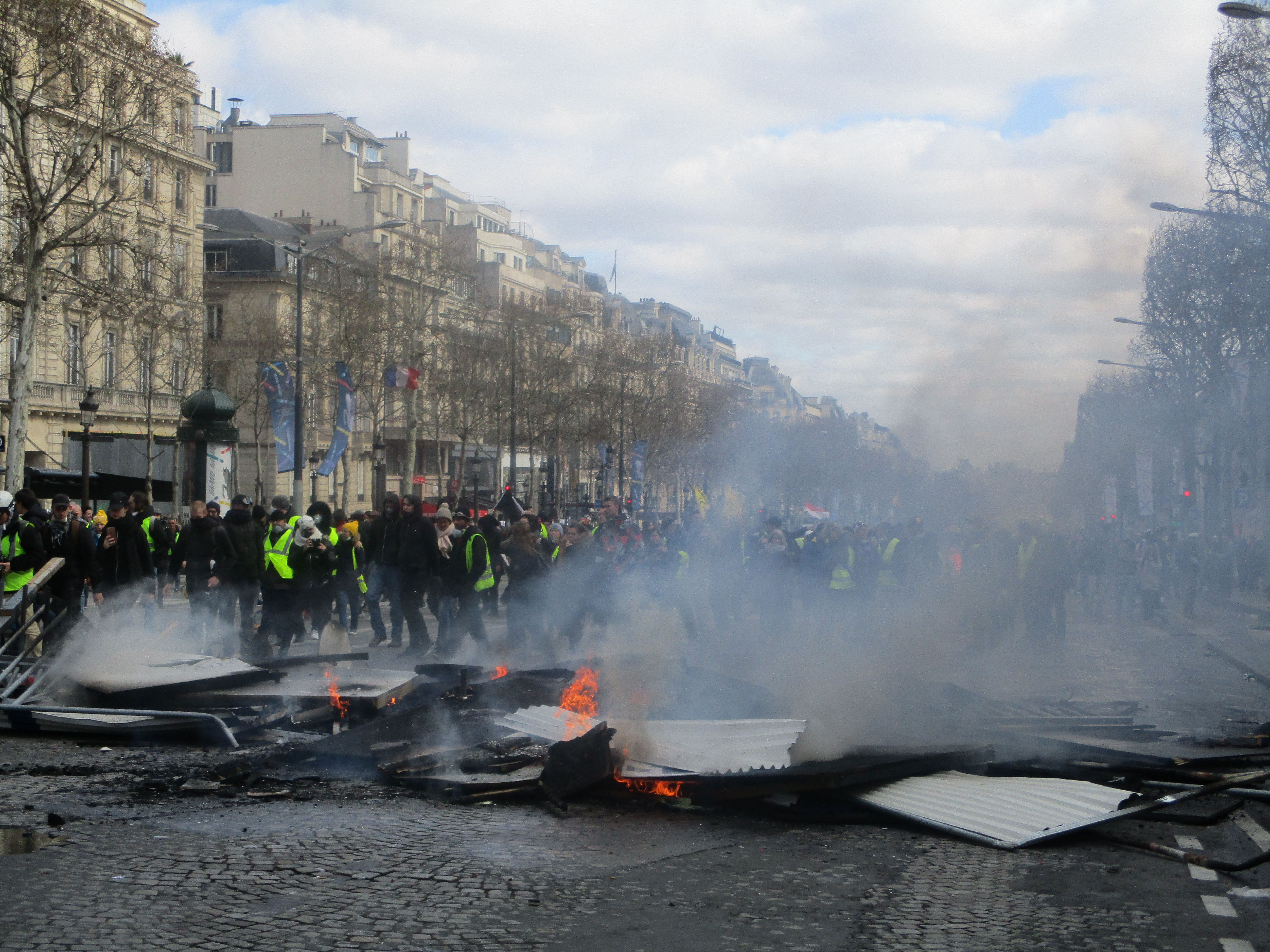
Manifestation à Paris le 16 mars 2019.

Bien qu'en baisse, le mouvement continue d'être présent sur tout le territoire. Il est même parfois apparu dans des villes où il n'avait pas émergé jusqu'ici.
À l'occasion de l'« acte 18 » du 16 mars, le lendemain de la fin du grand débat national, de nombreux Gilets jaunes se rassemblent à Paris pour marquer le quatrième mois de leur mobilisation. La journée est marquée par le retour dans la capitale d'importantes violences : quand selon Le Monde « de plus en plus de manifestants considèrent que la casse est le seul moyen de se faire entendre et de faire plier le gouvernement », des casseurs et un black bloc de plus de 1 500 personnes tentent de prendre d'assaut l'Arc de triomphe de l'Étoile, et pillent ou dégradent 216 commerces, dont la brasserie le Fouquet's et les kiosques à journaux qui sont tous saccagés et pour la plupart incendiés. Les actions ciblent le capitalisme à travers les banques, les grandes marques, mais aussi l'État et ses forces de l'ordre. Selon le secrétaire général de l’UNSA Police, les forces de l’ordre étaient « en mesure d'intervenir » mais n’ont pas été « autorisées à le faire ».
Le 20 mars, Benjamin Griveaux, porte-parole du gouvernement, annonce la mobilisation du dispositif Sentinelle « pour sécuriser les points fixes et statiques » lors de la prochaine manifestation des gilets jaunes. Ce recours à l’armée suscite la polémique.
Dans la nuit du 21 au 22 mars, des campements de Gilets jaunes sont incendiés en Rhône-Alpes.
Le 23 mars, les manifestations sont toujours suivies et les violences sont moindres que lors de l’« acte » précédent. À Nice, Geneviève Legay, une Gilet jaune militante d'Attac, âgée de 74 ans, est gravement blessée au cours d'une charge des forces de l'ordre, ce qui provoque une polémique nationale.
Les manifestations de l'acte 20 du 30 mars se déroulent plutôt dans le calme. Maxime Nicolle est verbalisé à Rennes pour participation à une manifestation non déclarée.

### Printemps 2019

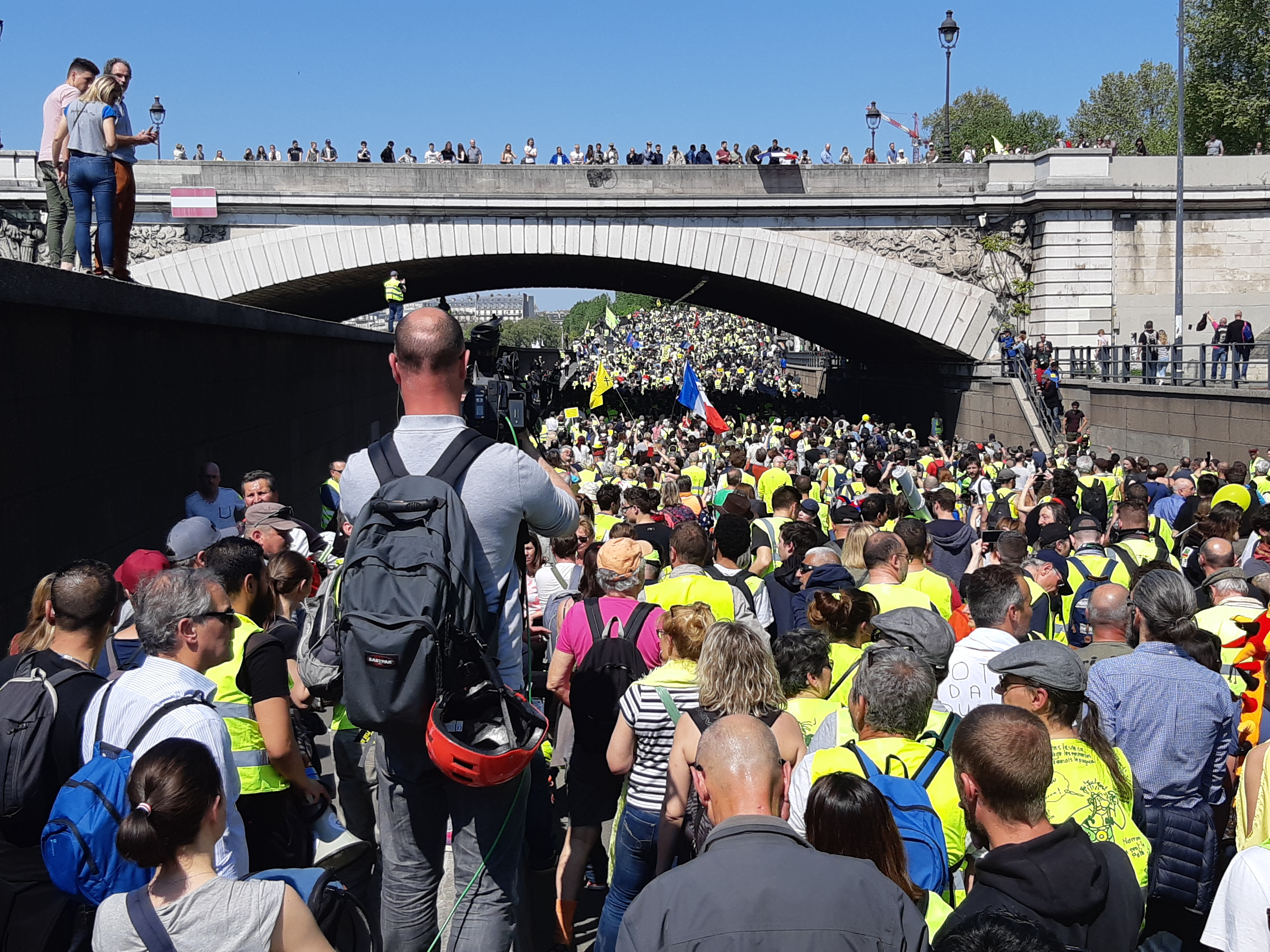
Cortège de Gilets jaunes à Paris.

En référence aux manifestations du 16 mars, celles du 20 avril sont appelées « ultimatum 2 ». Les médias relèvent ce jour à Paris que certains manifestants crient « Suicidez-vous ! » à l'encontre de policiers, ce qui suscite le lendemain l'ouverture d'une enquête par le parquet de Paris. Plusieurs slogans pro-forces de l'ordre ont aussi été entendus comme « Ne vous suicidez pas, rejoignez-nous ! ».
Le Syndicat national des journalistes indique que plusieurs journalistes ont subi des violences ou des interpellations. Il invite Christophe Castaner à ne pas bafouer l'état de droit,. Le journaliste indépendant Gaspard Glanz est notamment arrêté, avant qu'il lui soit interdit de se rendre à Paris lors des manifestations hebdomadaires.
Le 26 avril, à la veille de l'acte 24, une manifestation nocturne à Cambrai rassemble 350 personnes. Le 1er mai, des Gilets jaunes participent aux traditionnelles manifestations de la fête des travailleurs. Au total, il y a 164 500 manifestants selon le ministère de l’Intérieur et 310 000 selon la CGT.
Fin mai, les élections européennes voient deux listes nationales s'autoproclamer représentantes des Gilets jaunes : l'Alliance jaune de Francis Lalanne et Évolution citoyenne de Christophe Chalençon. Elles échouent toutes les deux, la première recueillant 121 000 voix pour 0,54 % et la seconde 2 000, soit 0,01 %. Elles font face à une opposition interne, une partie du mouvement refusant toute représentation,. Quatre autres listes de partis (Debout la France, Les Patriotes, Parti communiste français, Union populaire républicaine) présentent des candidats issus du mouvement, mais aucune n'obtient d'élu.
Le 22 juin 2019, les Gilets jaunes opèrent un « retour aux sources » : à l'entrée des vacances scolaires, les manifestants mettent en place des dizaines de blocages de routes et de péages.

### Été 2019
Le 14 juillet 2019, des Gilets jaunes huent Emmanuel Macron lorsqu'il descend les Champs-Élysées. Des manifestants utilisent ensuite les barrières de sécurité mises en place à l'occasion du défilé pour occuper l'avenue. Au total, 180 personnes sont interpellées,.
Le 19 juillet suivant, la présence de Gilets jaunes est remarquée à la manifestation organisée à Beaumont-sur-Oise par le « comité Adama » à l'occasion du troisième anniversaire de la mort d'Adama Traoré. L'acte 36 est organisé en présence de figures comme Maxime Nicolle, Priscillia Ludosky et Jérôme Rodrigues. La manifestation rassemble de 1 500 personnes, selon la gendarmerie, à 5 000 personnes, selon les organisateurs.
Lors d’un rassemblement de Gilets jaunes le 27 juillet 2019 à Perpignan, alors qu'une vingtaine de black-blocs se mêlent aux manifestants, la permanence du député LREM Romain Grau, qui se trouve dans les locaux, est vandalisée : les vitres sont brisées et un début de feu est déclenché. Trois personnes sont blessées et une est interpellée.
Le 7 septembre 2019, les Gilets jaunes font leur « rentrée » après un été plutôt calme. Une hausse du nombre de manifestants est relevée. Des manifestants incendient une voiture de police à Montpellier et plusieurs heurts ont lieu à Rouen, Paris et Montpellier.

### Automne 2019
Le 15 octobre 2019, entre 7 000 et 10 000 pompiers manifestent à Paris contre leurs conditions de travail ; à la fin de la manifestation, des heurts éclatent, blessant trois pompiers, dont un grièvement blessé à l'œil. Des Gilets jaunes manifestent en soutien aux pompiers le 19 octobre,.
Lors de l'acte 50, à Paris, un rassemblement se tient en soutien aux manifestants chiliens dans un contexte de crise sociale. Plusieurs actions en soutien aux militants luttant contre l'islamophobie ont lieu début novembre,.
La quatrième Assemblée des assemblées se déroule à Montpellier le 3 novembre et réunit 600 délégués. Une proposition est adoptée pour rejoindre la grève du 5 décembre contre la réforme des retraites.
Le 16 novembre 2019, la veille du premier anniversaire, de nombreuses violences ont lieu à Paris, notamment sur la place d'Italie : le mémorial du Maréchal Juin est dégradé, un journaliste est blessé par les forces de l’ordre et un manifestant perd l'usage d’un œil à la suite d'un tir; dans d'autres rues de Paris, une voiture de police est renversée, des barricades en feu et des incidents ont lieu au quartier des Halles. D'autres tensions ont lieu à Marseille, Lyon, Toulouse et Nantes. Il est procédé à 255 interpellations dans toute la France, dont 173 à Paris. Selon des chiffres du ministère de l'Intérieur, le nombre de manifestants dans le pays s'élève à 28 000, dont 4 700 à Paris. La dernière participation équivalente lors d'un samedi de manifestations des Gilets jaunes remonte au 9 mars précédent, avec 28 600 personnes selon l'Intérieur. Le mouvement (décompte du « Nombre jaune ») estime la participation du samedi à 39 530 personnes en France.
L’homme politique Jean Lassalle et le rappeur Nekfeu sont présents avec les manifestants à Paris.
Le jour du premier anniversaire, le 17 novembre 2019, des Gilets jaunes rendent hommage à Chantal Mazet, renversée par une automobiliste le 17 novembre 2018 à Pont-de-Beauvoisin, sur un barrage de Gilets jaunes.
À la veille du premier anniversaire du mouvement, Le Monde indique qu'« il ne subsiste encore que quelques poches de résistance qui se rassemblent le samedi sur des ronds-points ou bravent les forces de l'ordre dans les grandes villes, et un noyau qui tente de penser une structuration plus durable au niveau national — notamment au travers de réunions régulières en « assemblée des assemblées » comme celle qui a réuni 600 délégués de groupes « gilets jaunes » de toute la France les 2 et 3 novembre à Montpellier, ou par le site « La ligne jaune » porté par une des figures de la contestation, le Rouennais François Boulo ».

### Hiver 2019-2020

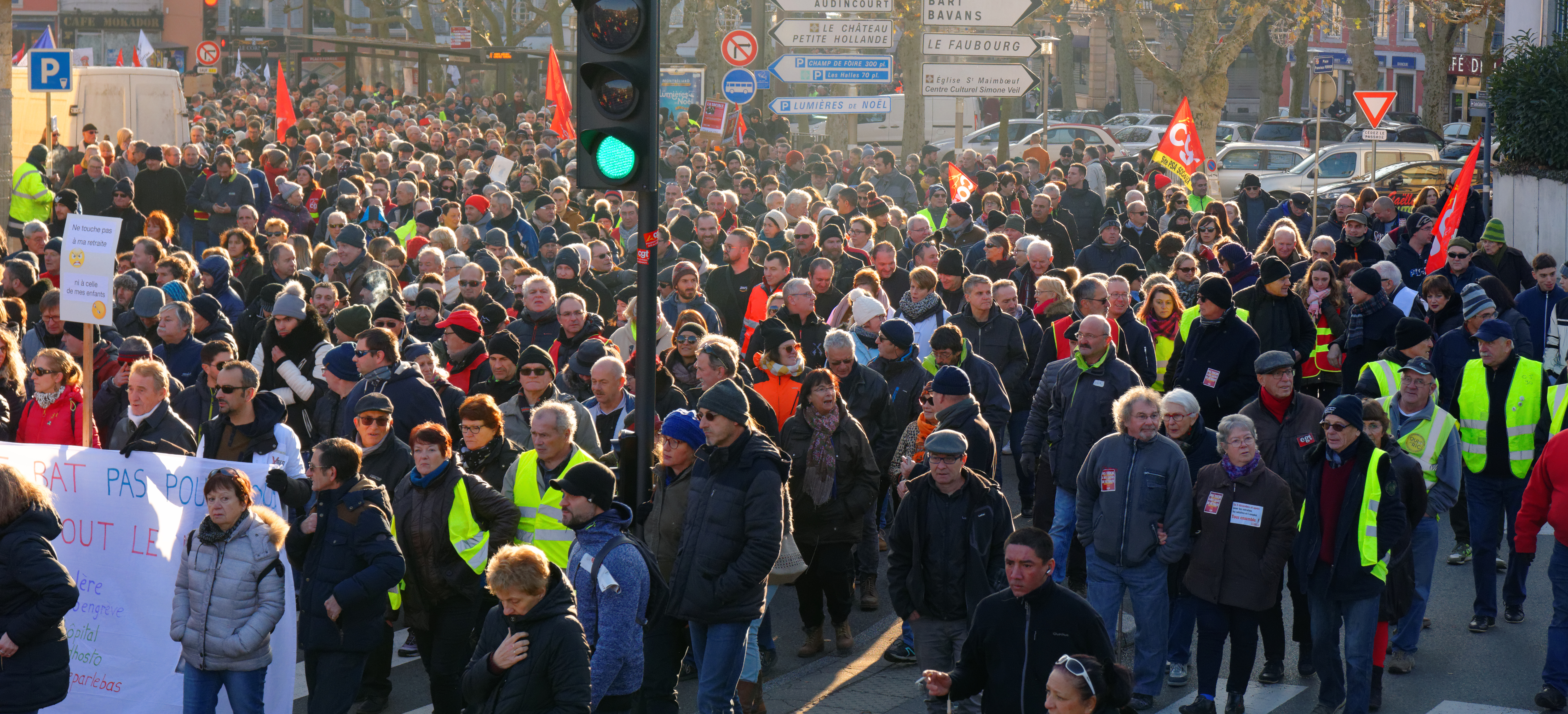
Manifestation du 5 décembre 2019 à Montbéliard.

Le 5 décembre 2019, au début du mouvement contre la réforme des retraites, les manifestations réunissent entre 806 000 (chiffres du ministère de l'Intérieur) et 1 500 000 (chiffres de la CGT) personnes en France. Le 3 novembre, une assemblée de 600 Gilets jaunes appelle à rejoindre la protestation, qui mobilise les syndicats, des employés des transports publics, pompiers, enseignants, étudiants.
Dans la nuit qui précède le mouvement, le 4 décembre, des Gilets jaunes et syndicalistes organisent une opération péage ouvert dans les Yvelines.
Le maintien de l’« acte LXX », le 14 mars 2020, alors que les rassemblements de plus de 100 personnes sont interdits en raison de la pandémie de Covid-19, fait l'objet de critiques au sein même du mouvement. Maxime Nicolle déclare ainsi : « Si demain, on manifeste, on va passer pour tout sauf des gens intelligents, on va mettre en danger des gens et se mettre en danger ». Jérôme Rodrigues, autre figure du mouvement, appelle à « la responsabilité » et à « rester un maximum chez soi ».

### Printemps-été 2020
À l'occasion des élections municipales de mars 2020, le ministère de l'Intérieur créé une nuance « liste Gilets jaunes » (LGJ) pour les communes de plus 3 500 habitants. Sur l'ensemble du territoire français, seuls huit listes sont catégorisées ainsi : deux à La Réunion et six en métropole. Deux d'entre elles, à Commercy dans la Meuse et à Cavaillon dans le Vaucluse, refusent ce qualificatif qui leur est imposé. Deux personnalités du mouvement sont aussi candidates, Ingrid Levavasseur au sein d'une liste d'union de la gauche de Louviers (Eure) et Benjamin Cauchy comme tête de liste du parti d'extrême droite Debout la France à Vigneux-sur-Seine (Vaucluse),. Jacline Mouraud et les candidats aux européennes Christophe Chalençon et Jean-François Barnaba ont eux aussi tentés de rejoindre ou de former leur propre liste, sans succès. Des militants plus anonymes sont présents sur des listes de La France insoumise (LFI), du Nouveau Parti anticapitaliste (NPA) et du Rassemblement national (RN), notamment à Nantes pour LFI ou Bordeaux pour le NPA. À Bordeaux, Antoine Boudinet, Gilet jaune qui a eu la main arrachée par une grenade lacrymogène en décembre 2018, fait son entrée au conseil municipal aux côtés du militant d'extrême gauche Philippe Poutou.
Sans appartenance revendiquée au mouvement, l'idée du référendum d'initiative citoyenne, transformée en un projet de référendum local, est récupérée par plusieurs listes, investies par LFI, Europe Écologie Les Verts, l'Union populaire républicaine ou le RN.
| Commune                      | Liste                                         | Premier tour | Premier tour | Second tour | Second tour | Élus |
| Commune                      | Liste                                         | %            | Rang         | %           | Rang        | Élus |
| ---------------------------- | --------------------------------------------- | ------------ | ------------ | ----------- | ----------- | ---- |
| Bagnols-sur-Cèze (Gard)      | Pour les Bagnolais, par les Bagnolais         | 1,31         | 6e/6         |             |             |      |
| Cavaillon (Vaucluse)         | Cavaillon la citoyenne                        | 9,78         | 5e/5         |             |             |      |
| Commercy (Meuse)             | Liste citoyenne : vivons et décidons ensemble | 9,77         | 3e/4         |             |             |      |
| La Possession (La Réunion)   | Alternative citoyenne                         | 4,89         | 3e/10        |             |             |      |
| Revel (Haute-Garonne)        | Expression citoyenne                          | 19,52        | 2e/2         | —           | —           | 2    |
| Saint-Clair-du-Rhône (Isère) | Avec nous, le pouvoir est à vous !            | 10,64        | 3e/3         | 7,01        | 3e/3        | 0    |
| Saint-Denis (La Réunion)     | Astèr lo pép !                                | 2,17         | 8e/10        |             |             |      |
| Saint-Dizier (Haute-Marne)   | Citoyens bragards                             | 5,23         | 6e/7         |             |             |      |

Quelques semaines plus tard, des médias « jaunes » appellent les Gilets jaunes à rejoindre le mouvement Black Lives Matter. Le 2 juin à Paris, Jérôme Rodrigues, présent avec d'autres militants, dit aux journalistes : « On a nous aussi subi les violences policières et les affronts. On a eu 40 éborgnés. »
Par ailleurs, des groupes Facebook et médias dédiés au mouvement demeurent actifs ; des ronds-points sont réoccupés à Montpellier, Mirepoix, Lisieux ou Phalsbourg, et des opérations « péages gratuits » reprennent en août 2020. À l'instigation de Jérôme Rodrigues, le mouvement tente de se relancer avec une manifestation nationale le 12 septembre 2020 « autour de trois revendications : la mise en place d'une réelle démocratie, le mieux-vivre et l'abolition des privilèges ». Ces mots d'ordre reçoivent notamment le soutien de Jean-Marie Bigard, qui a évoqué sa possible candidature à l'élection présidentielle de 2022.

### Automne 2020

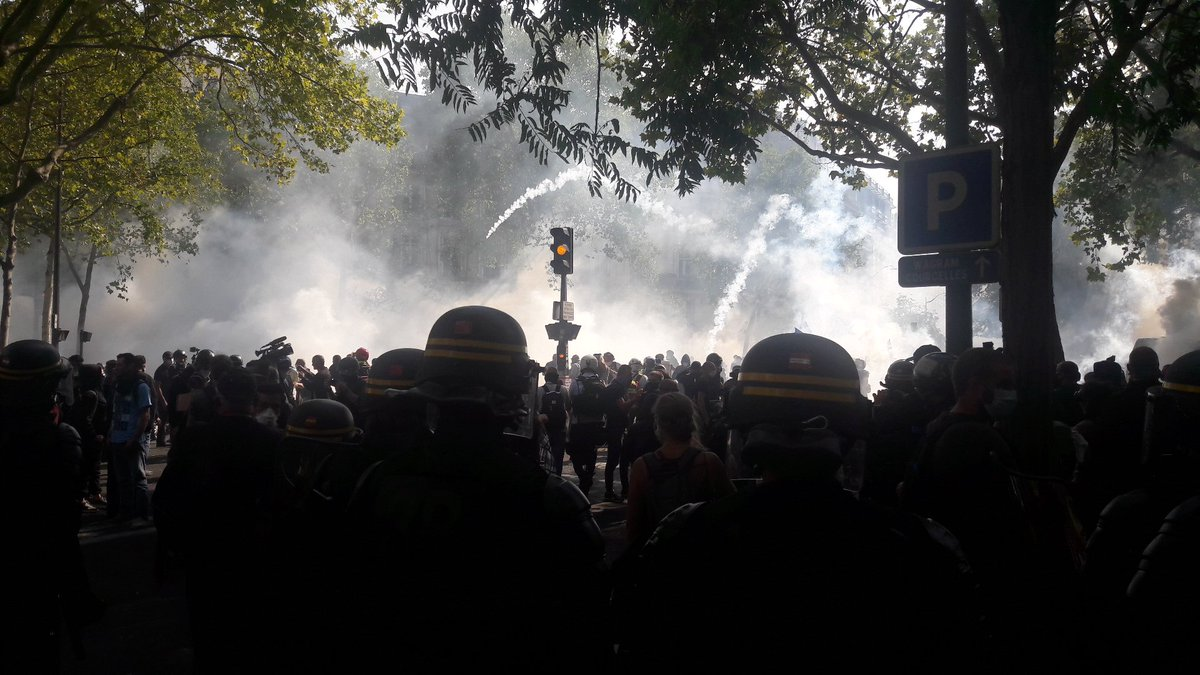
Nasse policière à une manifestation de Gilets jaunes, le 12 septembre 2020.

Quarante groupes de Gilets jaunes se coordonnent pour un évènement national le 12 septembre, considérant les problématiques économiques et sociales comme plus importantes que la pandémie de Covid. À la veille du 12, des appels se font en province et quatre sur Paris, avec trois manifestations déclarées et une interdite dans le secteur des Champs-Élysées. Le jour même, des tensions ont néanmoins eu lieu selon le ministre Gérald Darmanin, qui estime que « ces manifestations ont pu se tenir dans un calme qui permet à l'ordre républicain d'être tenu » avec seulement 147 personnes en garde à vue. Des chauffeurs de VTC et des patrons de discothèque en colère ont également participé à la mobilisation, pour un total de 8 500 manifestants selon la préfecture de police et d'au moins 20 000 selon le collectif Le Nombre jaune.

### 2021 et 2022
Plusieurs personnalités issues du mouvement annoncent leur candidature à l'élection présidentielle de 2022 : Clara Egger, Éric Drouet, Fabrice Grimal et Jacline Mouraud. Cette dernière se retire cependant au profit d'Éric Zemmour.

### 2023

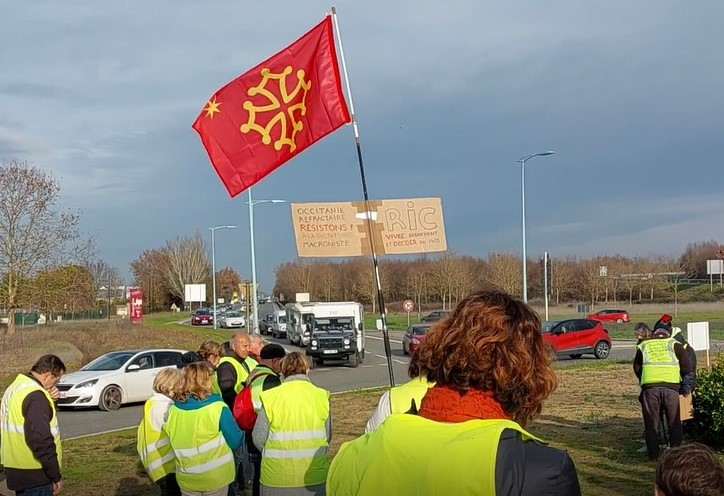
Gilets jaunes en Occitanie sur un rond point de Montauban le 7 janvier 2023

Les manifestations continuent, mais sont moins nombreux en nombre de participants ,.

## Nombre de participants
Chaque samedi, le ministère de l’Intérieur publie des chiffres du nombre de manifestants. Des élus, organisations syndicales et journalistes dénoncent régulièrement une sous-évaluation volontaire de ces chiffres par le Gouvernement,.
À partir de l'acte VII, un collectif de Gilets jaunes, Le Nombre jaune, recense le nombre de manifestants en recoupant plusieurs sources. Ses chiffres sont selon lui a minima en raison d’un « manque d’informations et de référents locaux ». Le différentiel avec les chiffres du ministère de l’Intérieur est similaire à celui constaté lors des précédentes manifestations en France entre les chiffres donnés par le Gouvernement et ceux des syndicats ou d’autres groupes.
Thomas Ehrhard, maître de conférences à l'université Panthéon-Assas, souligne la fragilité des calculs effectués par le Gouvernement et Le Nombre jaune qui utilisent une méthode de projection. Il considère toutefois que « la méthode du gouvernement est plus solide » du fait de la « routinisation des techniques ».
France Police – Policiers en colère, un syndicat policier minoritaire proche de l'extrême droite, publie également des chiffres, qui font état d'un nombre beaucoup plus important de manifestants que ceux du ministère, mais qui sont aussi contestés.

### Année 2018/2019 («actes» 1 à 52)

#### Tableau
| Date              | Acte | Ministère de l'Intérieur | Le Nombre jaune |
| ----------------- | ---- | ------------------------ | --------------- |
| 17 novembre 2018  | 1    | 287 700                  |                 |
| 24 novembre 2018  | 2    | 166 000                  |                 |
| 1er décembre 2018 | 3    | 136 000                  |                 |
| 8 décembre 2018   | 4    | 136 000                  |                 |
| 15 décembre 2018  | 5    | 66 000                   |                 |
| 22 décembre 2018  | 6    | 38 600                   |                 |
| 29 décembre 2018  | 7    | 32 000                   |                 |
| 5 janvier 2019    | 8    | 50 000                   | 123 400         |
| 12 janvier 2019   | 9    | 84 000                   | 159 200         |
| 19 janvier 2019   | 10   | 84 000                   | 147 400         |
| 26 janvier 2019   | 11   | 69 000                   | 123 200         |
| 2 février 2019    | 12   | 58 600                   | 116 000         |
| 9 février 2019    | 13   | 51 400                   |                 |
| 16 février 2019   | 14   | 41 500                   | 104 100         |
| 23 février 2019   | 15   | 46 600                   |                 |
| 2 mars 2019       | 16   | 39 300                   |                 |
| 9 mars 2019       | 17   | 28 600                   |                 |
| 16 mars 2019      | 18   | 32 300                   |                 |
| 23 mars 2019      | 19   | 40 500                   |                 |
| 30 mars 2019      | 20   | 33 700                   |                 |
| 6 avril 2019      | 21   | 22 300                   |                 |
| 13 avril 2019     | 22   | 31 000                   |                 |
| 20 avril 2019     | 23   | 27 900                   |                 |
| 27 avril 2019     | 24   | 23 600                   |                 |
| 4 mai 2019        | 25   | 18 900                   |                 |
| 11 mai 2019       | 26   | 18 600                   |                 |
| 18 mai 2019       | 27   | 15 500                   |                 |
| 25 mai 2019       | 28   | 12 500                   |                 |
| 1er juin 2019     | 29   | 9 500                    |                 |
| 8 juin 2019       | 30   | 10 300                   |                 |
| 15 juin 2019      | 31   | 7 000                    |                 |
| 22 juin 2019      | 32   | 11 800                   |                 |
| 29 juin 2019      | 33   | 5 800                    |                 |
| 6 juillet 2019    | 34   | NC                       |                 |
| 13 juillet 2019   | 35   | NC                       |                 |
| 20 juillet 2019   | 36   | NC                       |                 |
| 27 juillet 2019   | 37   | NC                       |                 |
| 3 août 2019       | 38   | NC                       |                 |
| 10 août 2019      | 39   | NC                       |                 |
| 17 août 2019      | 40   | NC                       |                 |
| 24 août 2019      | 41   | NC                       |                 |
| 31 août 2019      | 42   | NC                       |                 |
| 7 septembre 2019  | 43   | 7 000                    |                 |
| 14 septembre 2019 | 44   | NC                       |                 |
| 21 septembre 2019 | 45   | NC                       |                 |
| 28 septembre 2019 | 46   | NC                       |                 |
| 6 octobre 2019    | 47   | NC                       |                 |
| 12 octobre 2019   | 48   | NC                       |                 |
| 19 octobre 2019   | 49   | NC                       |                 |
| 26 octobre 2019   | 50   | NC                       |                 |
| 2 novembre 2019   | 51   | NC                       |                 |
| 9 novembre 2019   | 52   | NC                       |                 |

- Les plus hauts chiffres de manifestants
- Les plus bas chiffres de manifestants

À partir de l'été 2019, la multiplication des actions de « convergence » rend difficile l'évaluation du nombre de Gilets jaunes lors de chaque acte. Lors de l'acte 52, par exemple, le Nombre jaune comptabilise les 15 000 personnes revendiquées lors de la manifestation contre le mal-logement à Marseille, co-organisée par les Gilets jaunes, bien que ceux-ci ne constituent pas l'essentiel du cortège.

### Année 2019/2020 (à partir de l'«acte» 53)

#### Tableau
| Date                                                                  | Acte    | Ministère de l'Intérieur (à la centaine arrondie) | Source  | Le Nombre jaune (à la centaine arrondie) | Source  | France Police Policiers en colère | Source  |
| --------------------------------------------------------------------- | ------- | ------------------------------------------------- | ------- | ---------------------------------------- | ------- | --------------------------------- | ------- |
| 16 novembre 2019                                                      | Acte 53 | 28 700                                            |         | 62 000                                   | [ 243 ] | 60 000                            | [ 244 ] |
| 23 novembre 2019                                                      | Acte 54 | NC                                                |         | 11 500                                   |         | NC                                |         |
| 30 novembre 2019                                                      | Acte 55 | NC                                                |         | 13 400                                   |         | NC                                |         |
| 7 décembre 2019 (avec les manifestations anti-réforme des retraites)  | Acte 56 | 23 500                                            | [ 245 ] | 63 200                                   |         | NC                                |         |
| 14 décembre 2019                                                      | Acte 57 | NC                                                |         | 21 400                                   |         | NC                                |         |
| 21 décembre 2019                                                      | Acte 58 | NC                                                |         | 14 800                                   |         | NC                                |         |
| 28 décembre 2019                                                      | Acte 59 | NC                                                |         | 45 000                                   |         | NC                                |         |
| 4 janvier 2020                                                        | Acte 60 | NC                                                |         | 27 800                                   |         | NC                                |         |
| 11 janvier 2020 (avec les manifestations anti-réforme des retraites)  | Acte 61 | NC                                                |         | 362 600                                  |         | NC                                |         |
| 18 janvier 2020 (avec les manifestations anti-réforme des retraites)  | Acte 62 | NC                                                |         | 36 800                                   |         | NC                                |         |
| 25 janvier 2020 (avec les manifestations anti-réforme des retraites)  | Acte 63 | NC                                                |         | 16 500                                   |         | NC                                |         |
| 1er février 2020 (avec les manifestations anti-réforme des retraites) | Acte 64 | NC                                                |         | 23 500                                   |         | NC                                |         |
| 8 février 2020                                                        | Acte 65 | NC                                                |         | 17 900                                   |         | NC                                |         |

- Les plus hauts chiffres de manifestants
- Les plus bas chiffres de manifestants

#### Graphique
Pour des raisons techniques, il est temporairement impossible d'afficher le graphique qui aurait dû être présenté ici.